# Biserica de lemn Sfinții Arhangheli din Vărai

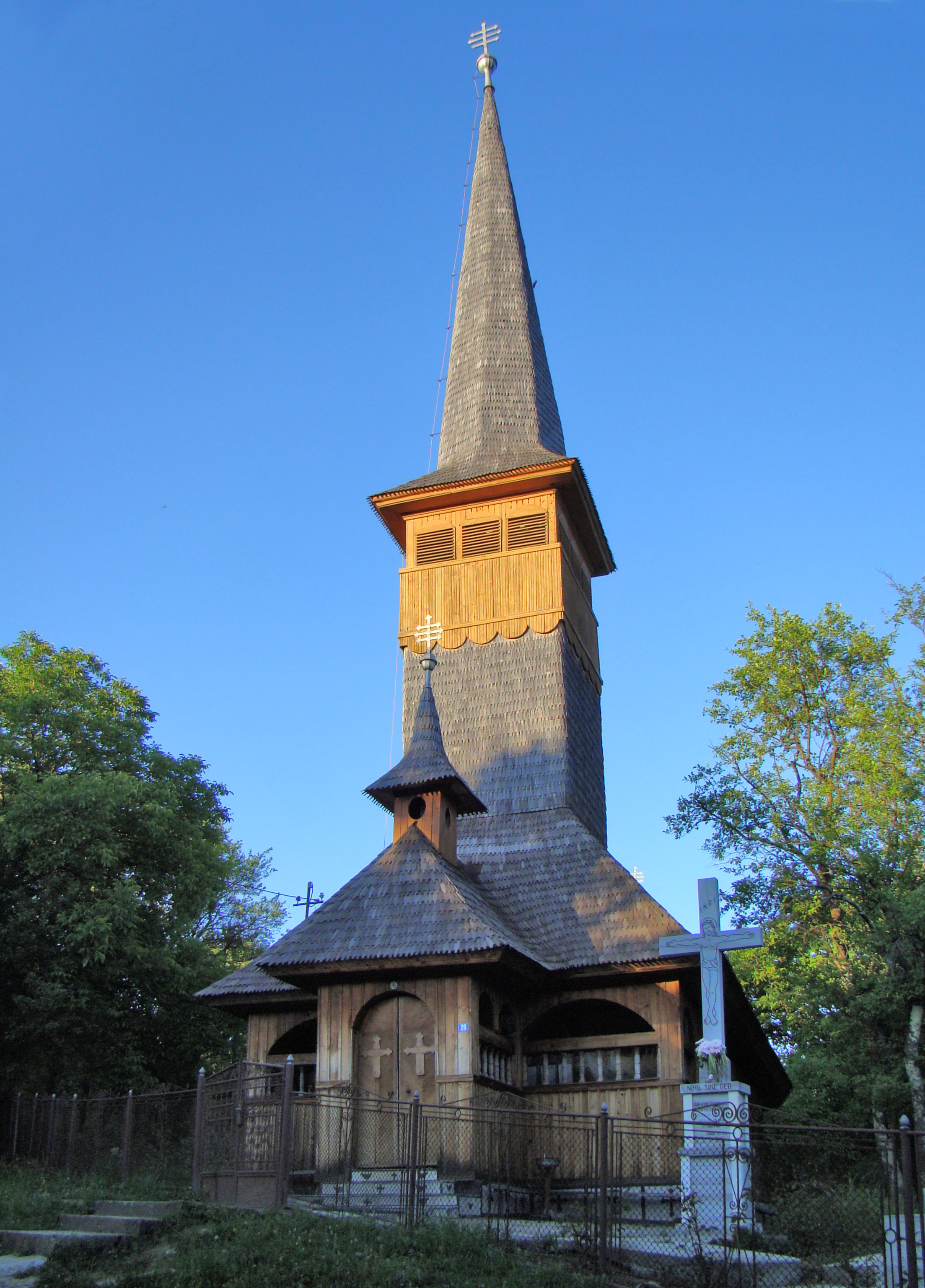
Biserica de lemn din Vărai, judeţul Maramureş

Biserica de lemn din Vărai, cu hramul „Sfinții Arhangheli Mihail și Gavriil”, comuna Valea Chioarului, județul Maramureș, datează din anul 1846. Biserica figurează pe lista monumentelor istorice, cod LMI MM-II-m-B-04794.

## Istoric
Satul pe teritoriul căruia se află parohia se numește Vărai. În limba maghiară satul poartă numele Varalja „sub cetate”. Parohia Vărai este foarte veche, anul înființării ei nu se cunoaște, iar arhiva parohială datează din 1821. Biserica actuală datează din anul 1846. Înaintea acestei biserici a existat o alta, pe același loc, pe care credincioșii din Vărai au donat-o celor din Rona de lângă Jibou. Pe o gratie a bisericii actuale este scris numele fierarului Talpoș Ananie și anul 1846. Biserica a fost construită pe cheltuiala credincioșilor din parohie, iar oamenii care au construit biserica au fost din Panticeu. Lucruri istorice de o mare valoare artistică sunt: un clopot din anul 1571, cărțile bisericești în litere chirilice care datează din 1742, un potir, steluță și disc din argint.

## Imagini

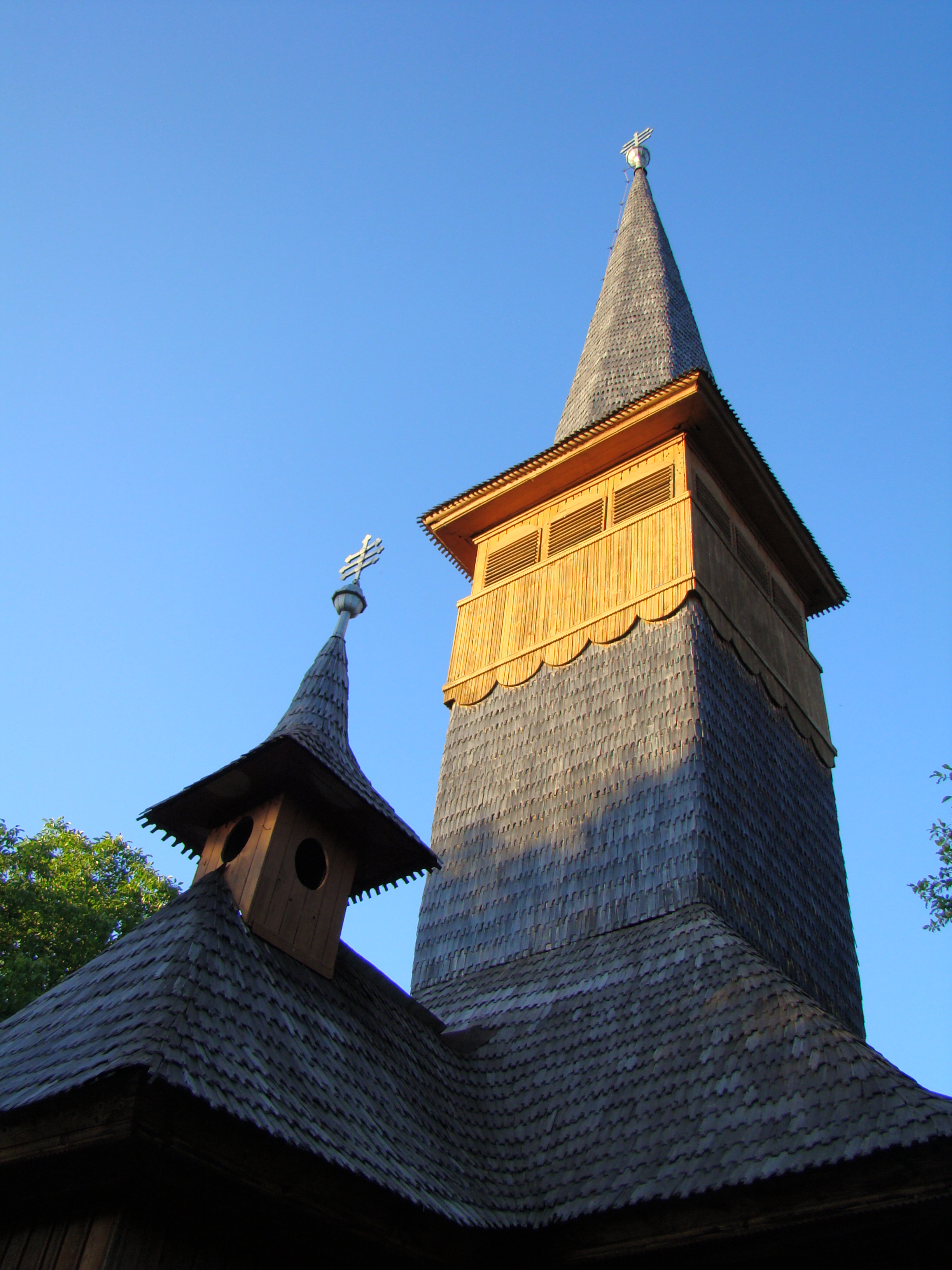
Turnul bisericii
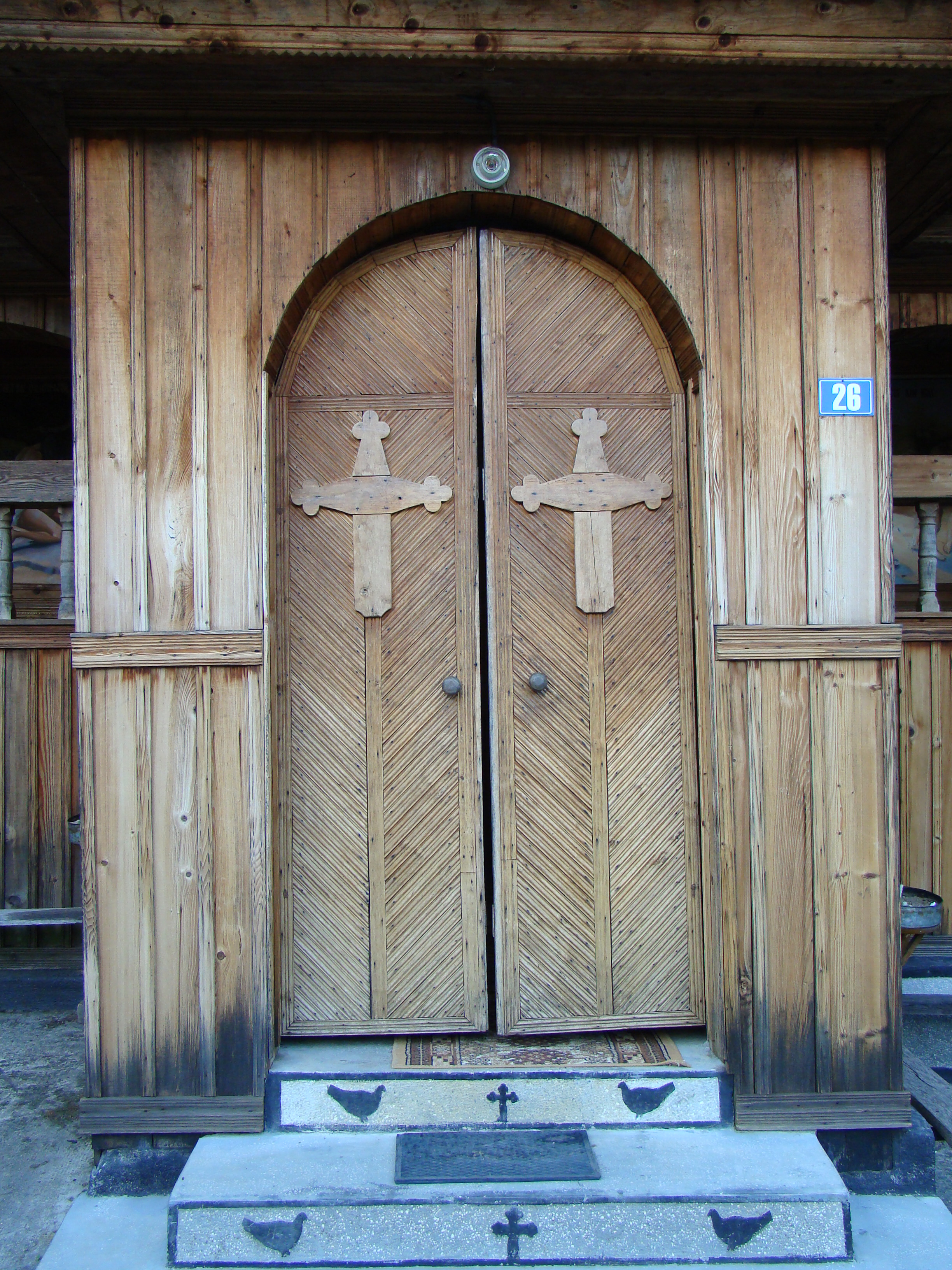
Intrarea în biserică
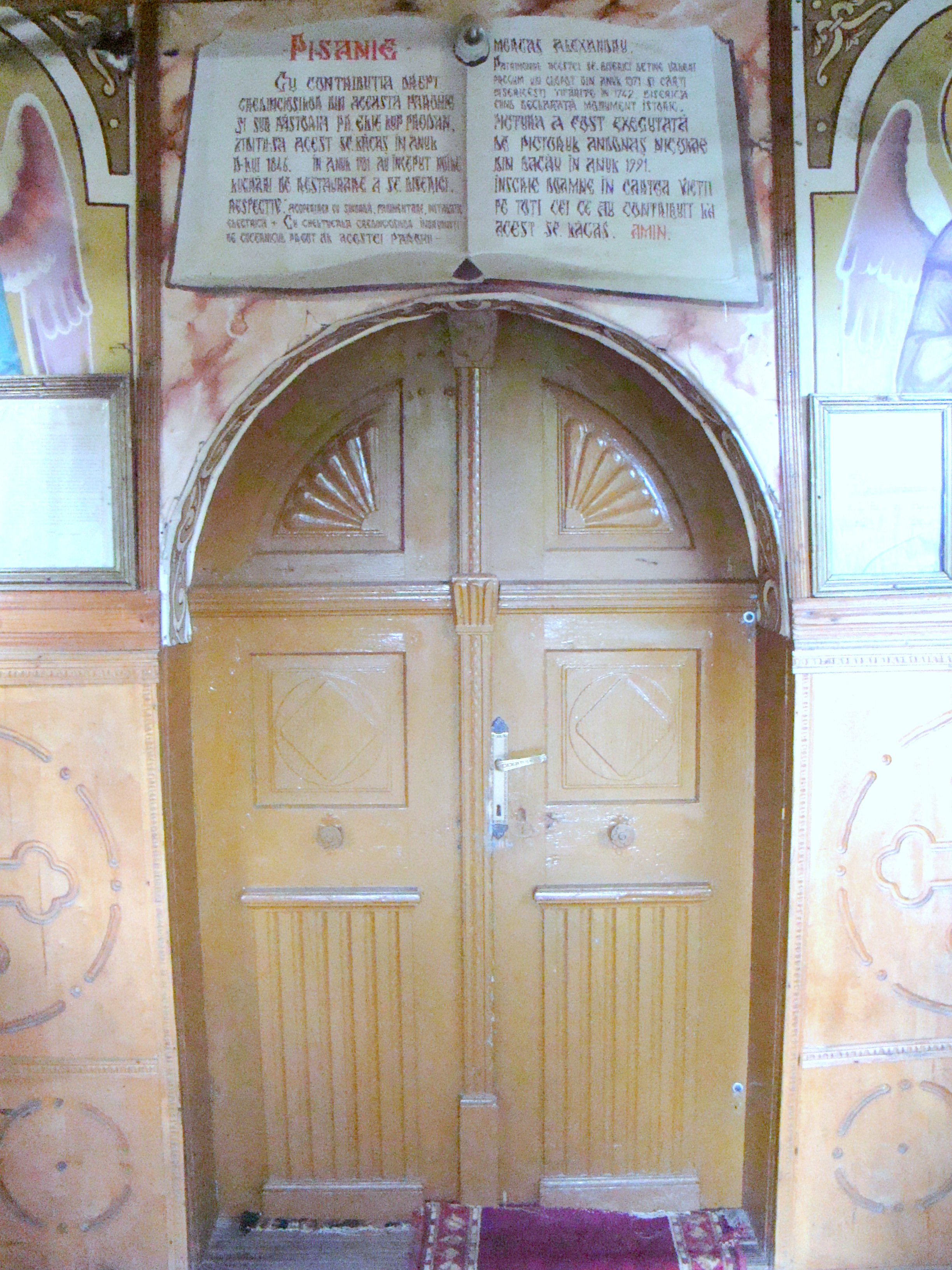
Intrarea în pronaos
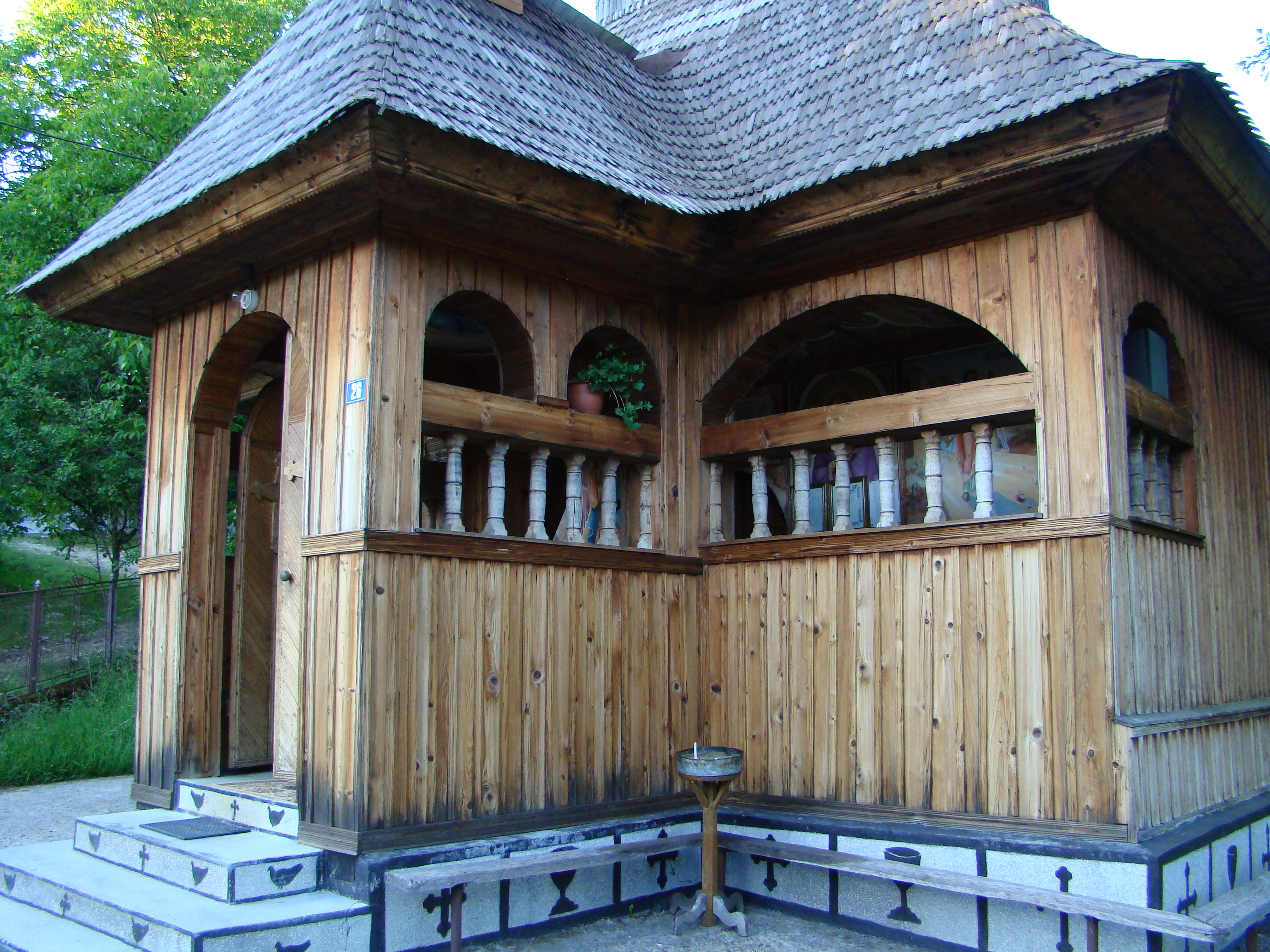
Prispa bisericii
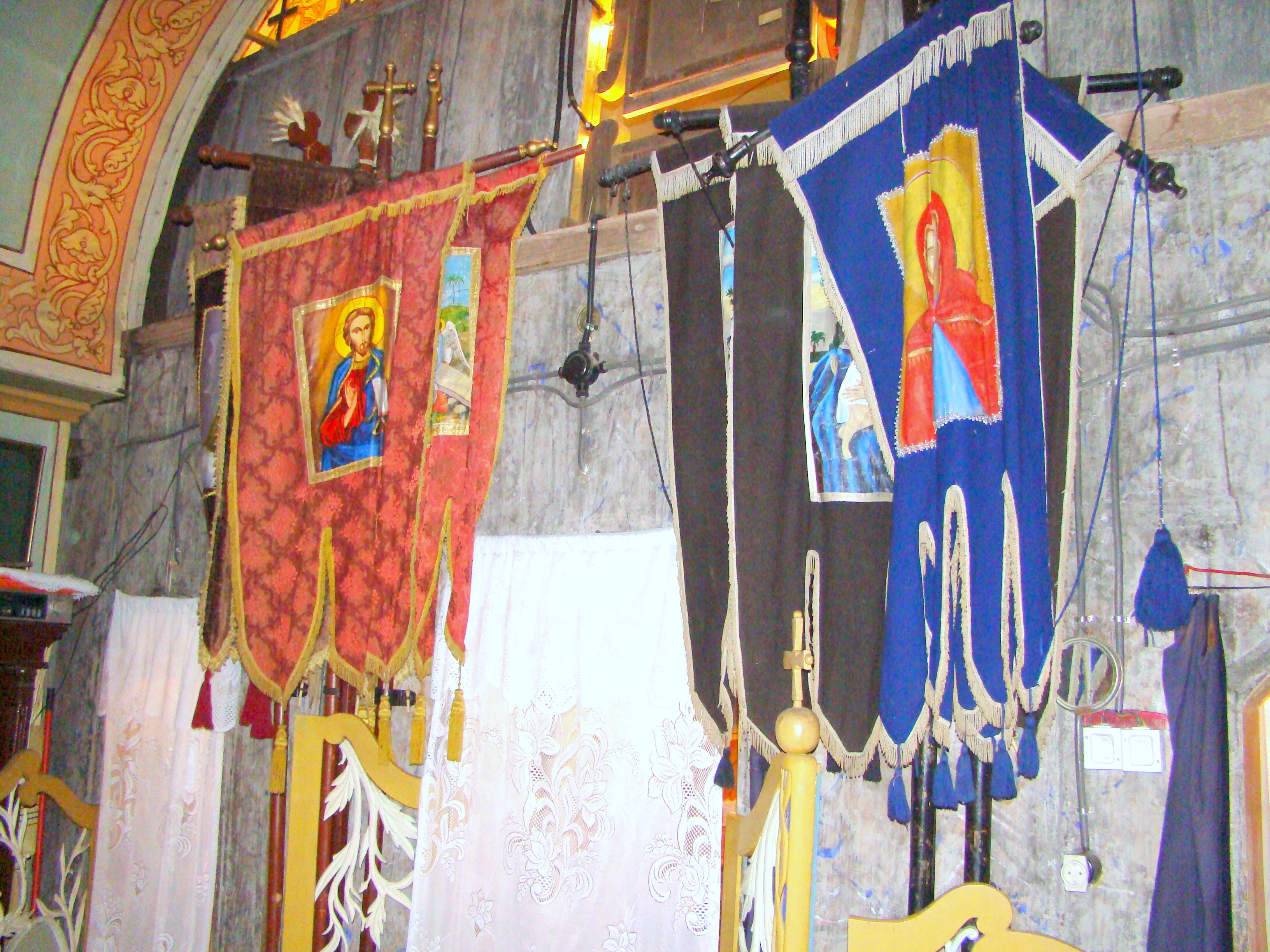
Prapore
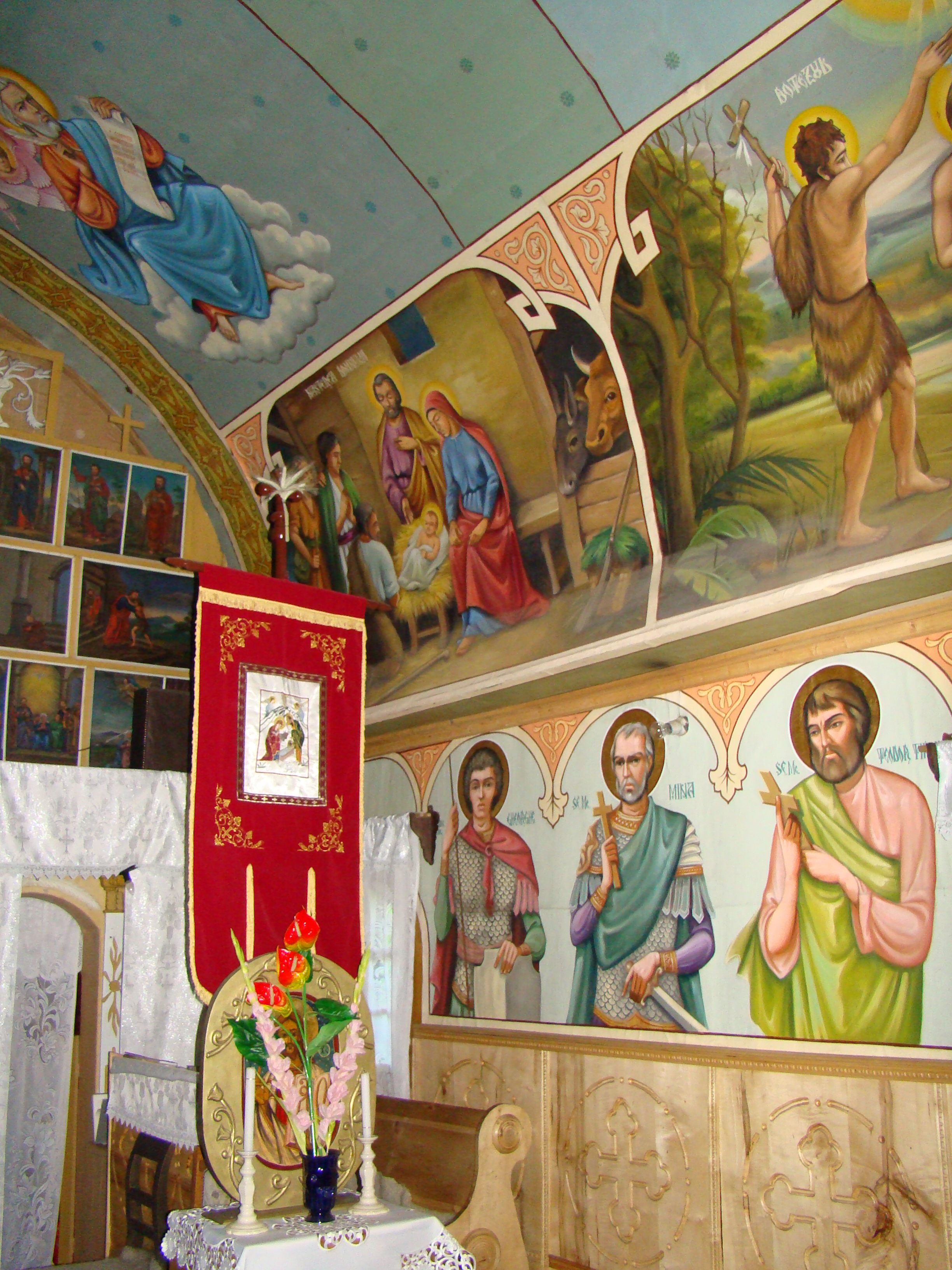
Pictura naosului. Partea stângă a naosului
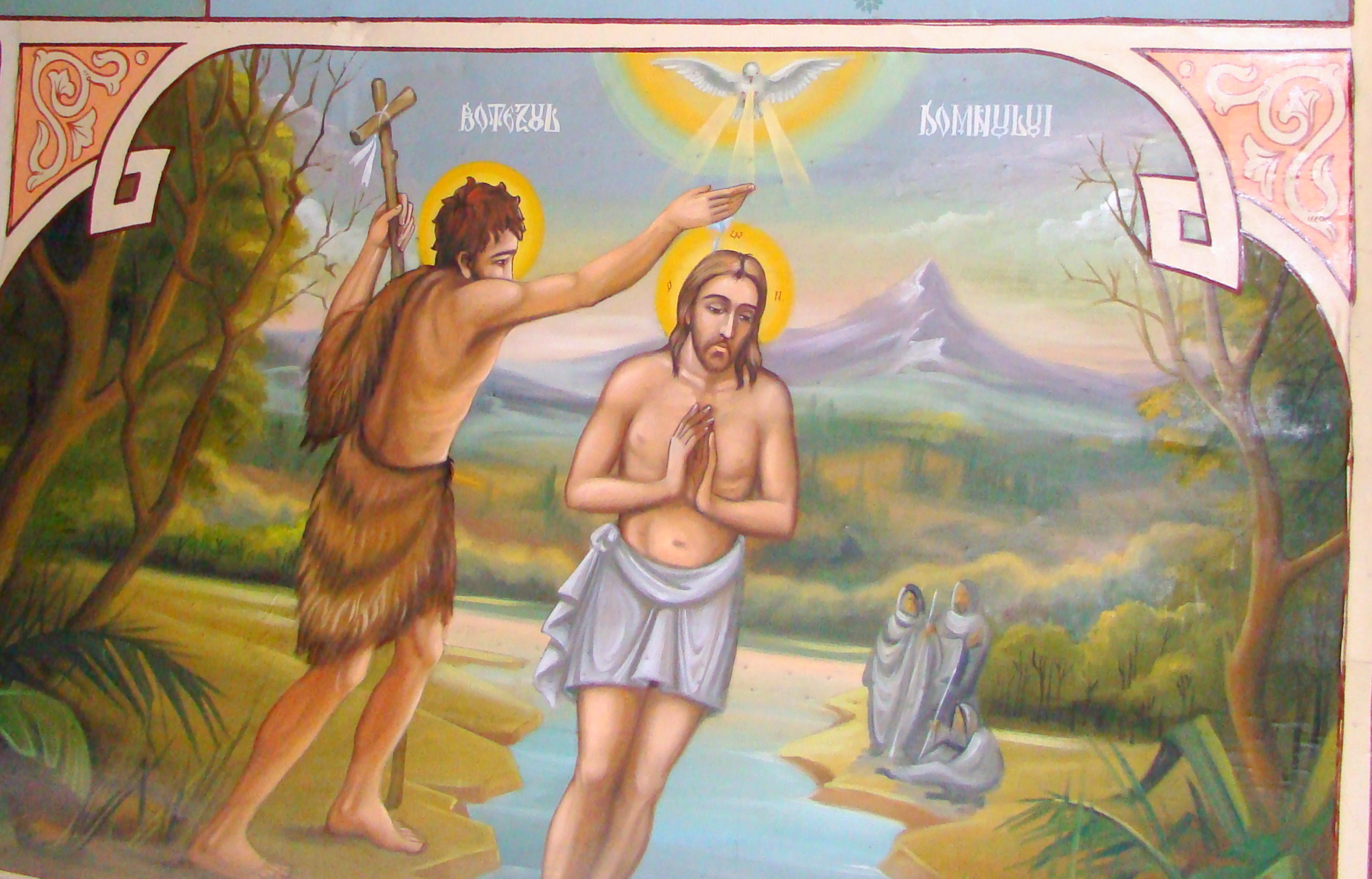
Botezul Domnului Isus Cristos
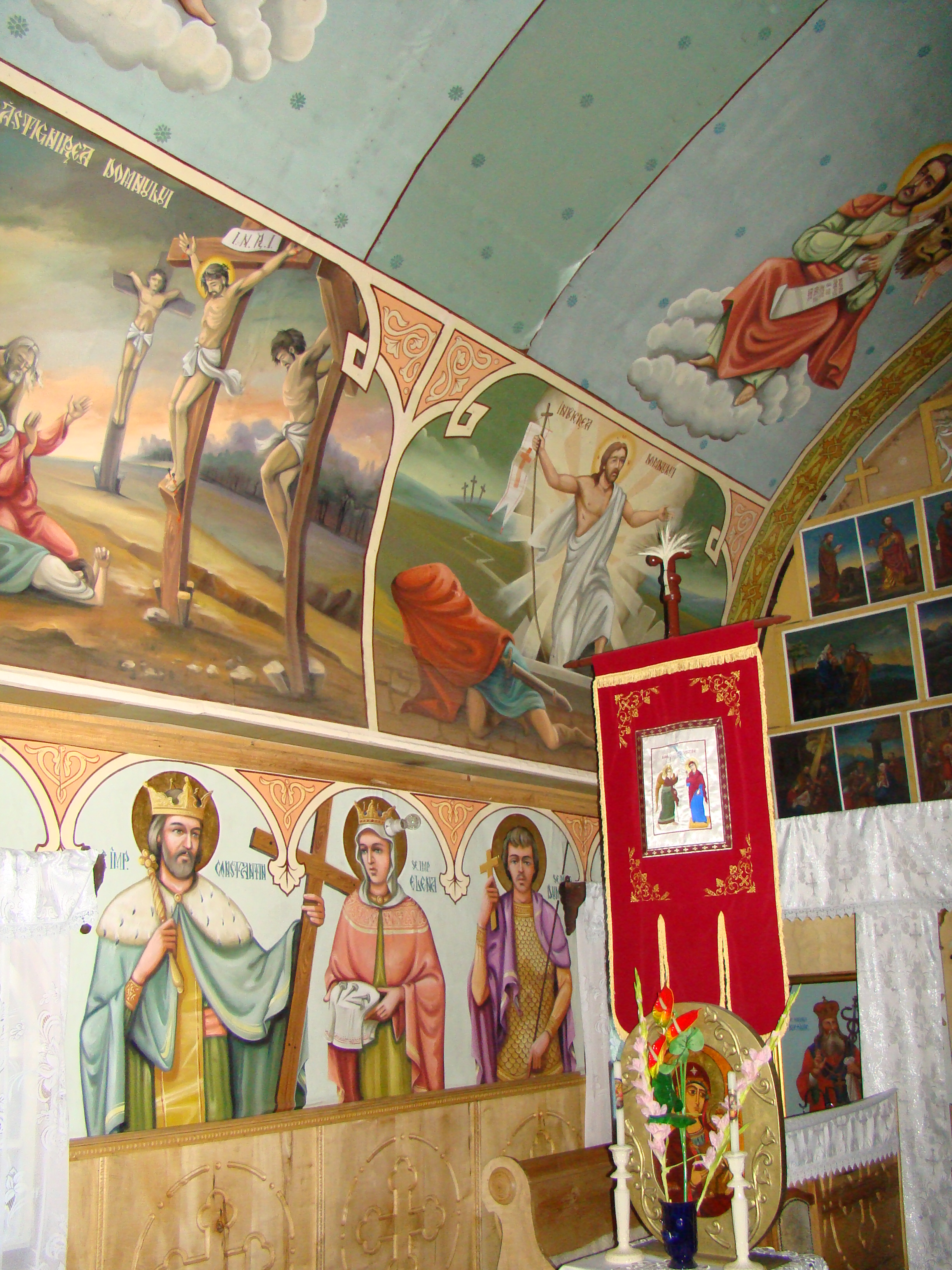
Pictura naosului. Partea dreaptă a naosului
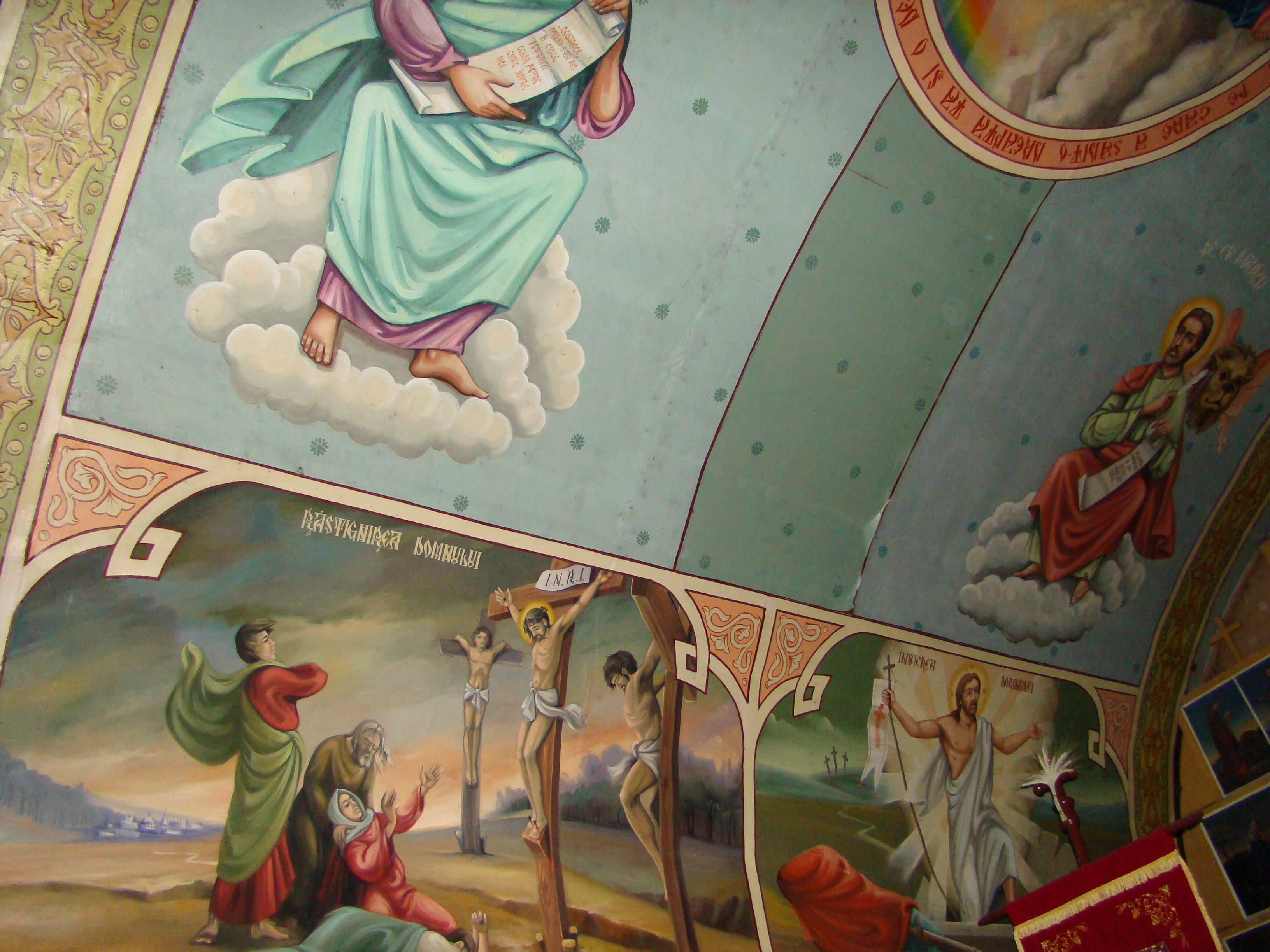
Răstignirea Domnului
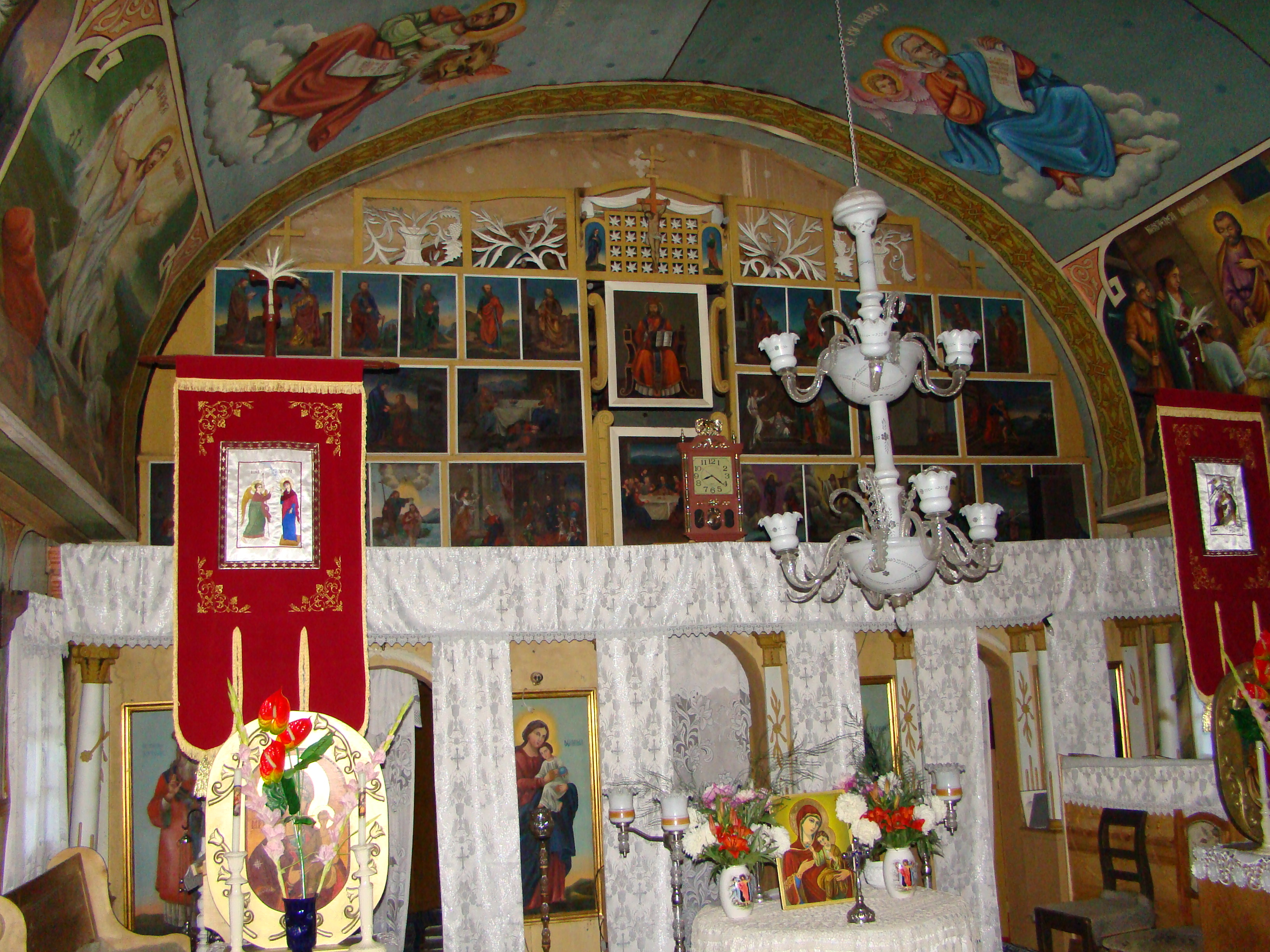
Iconostasul văzut din stânga naosului
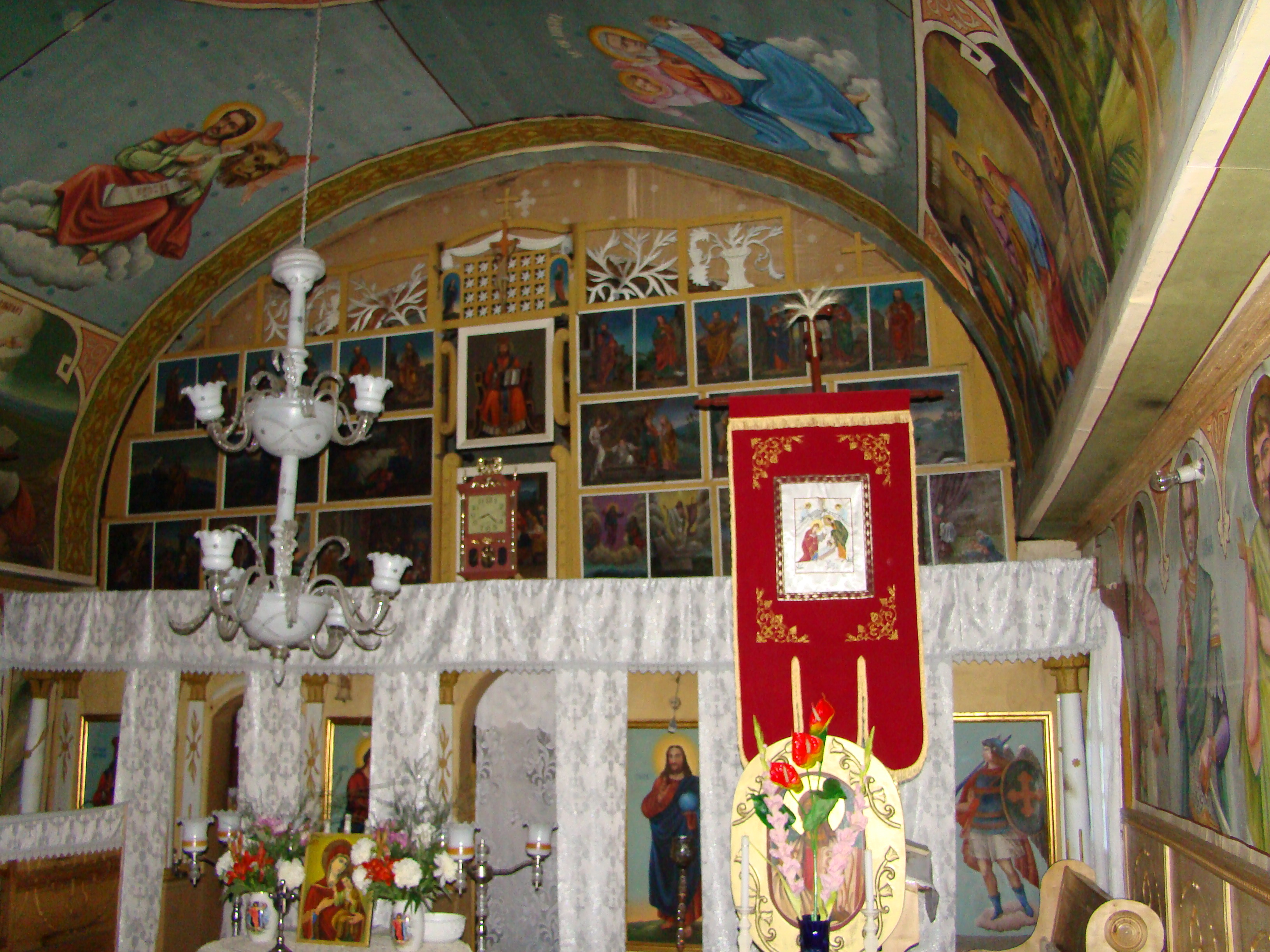
Iconostasul văzut din dreapta naosului
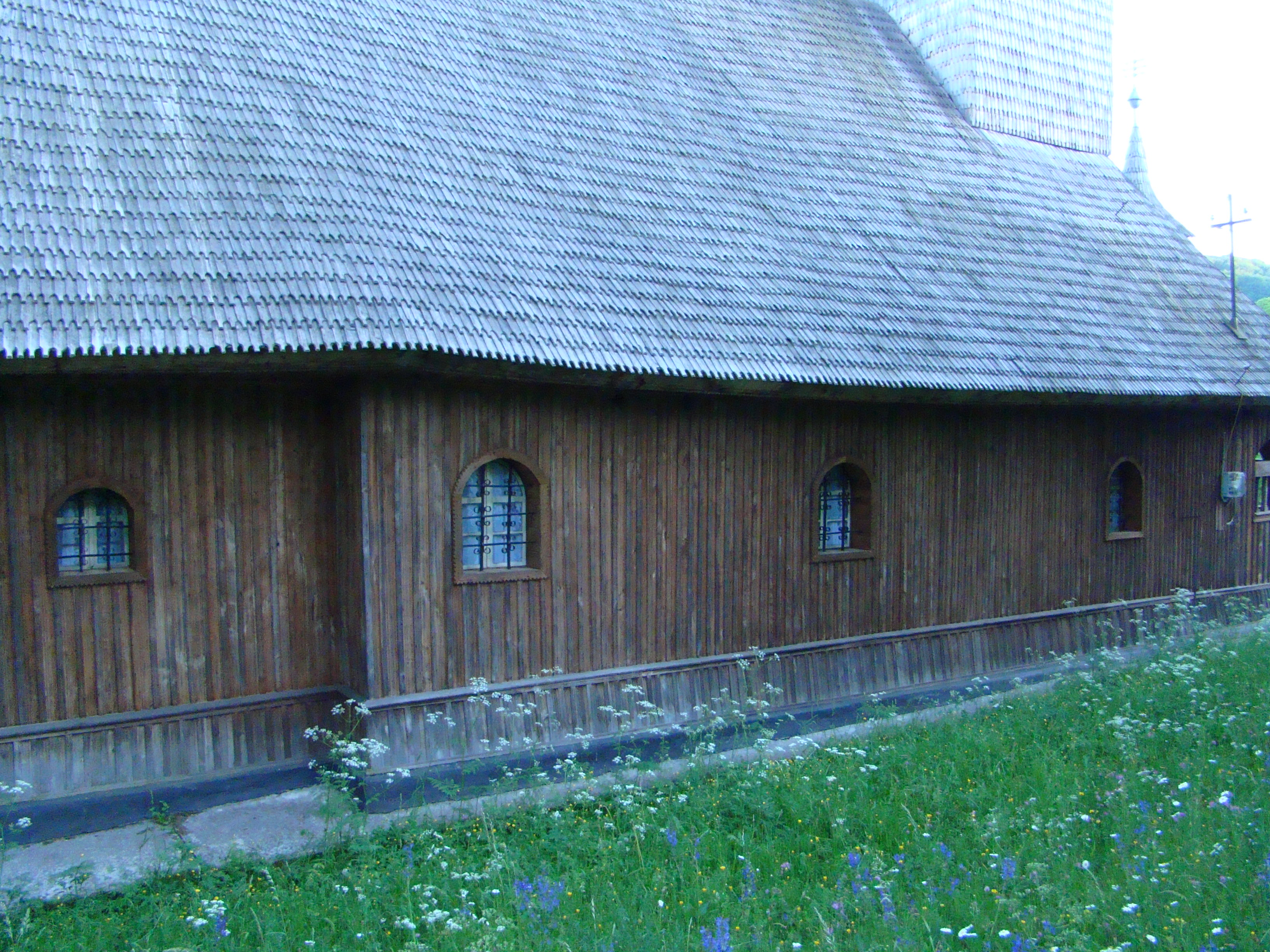
Peretele bisericii
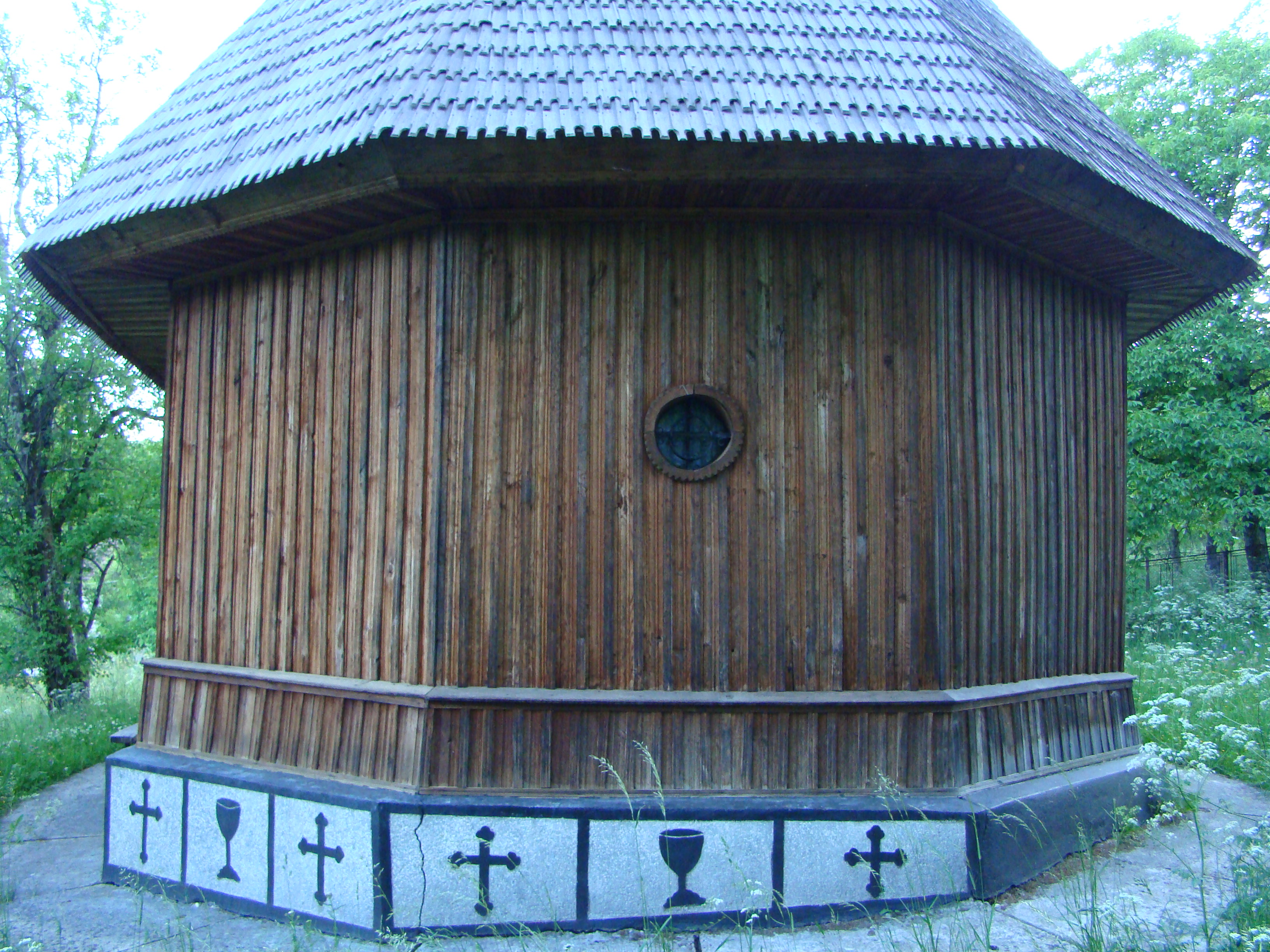
Absida altarului
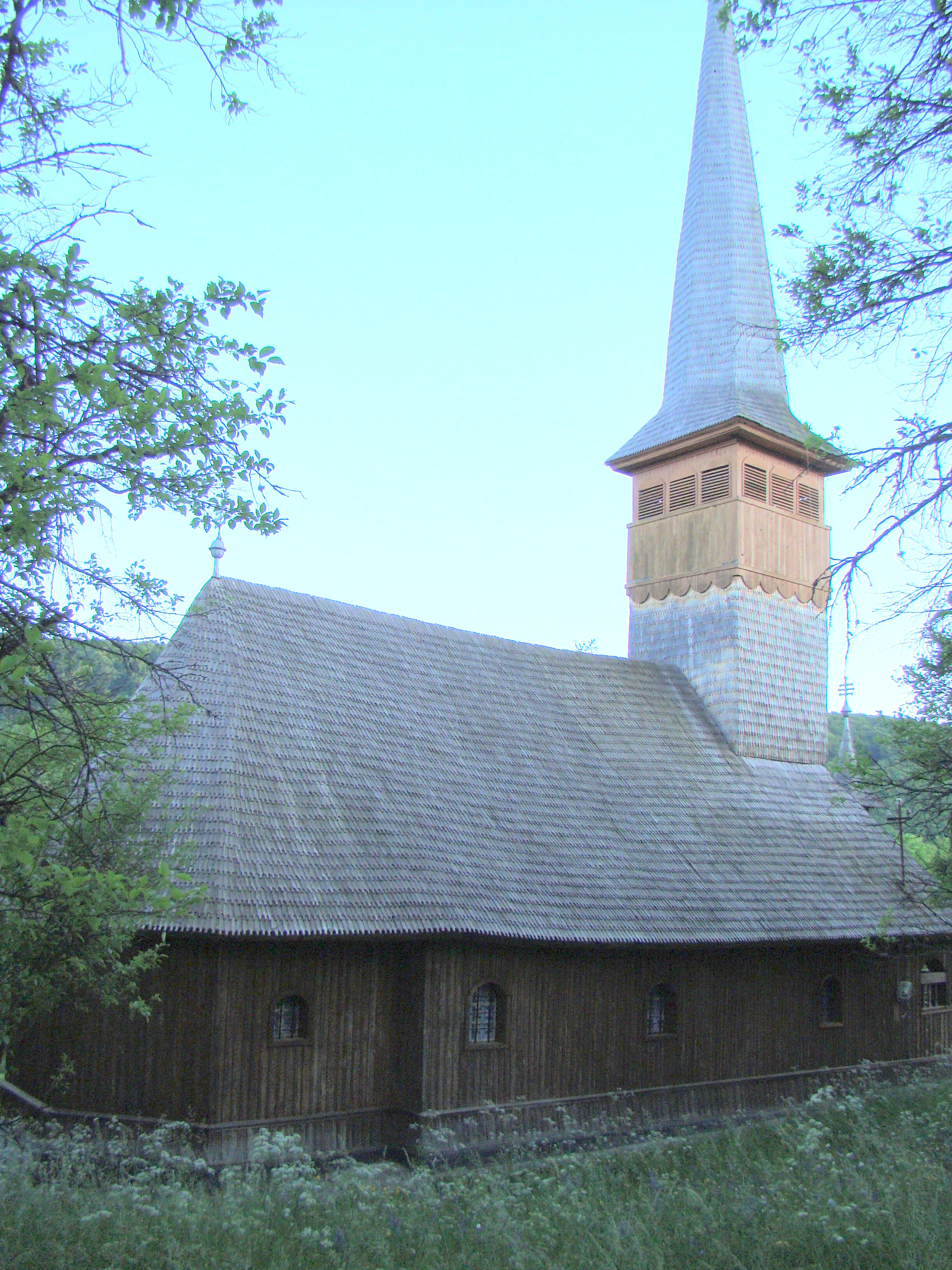
Vedere de ansamblu din nord-est
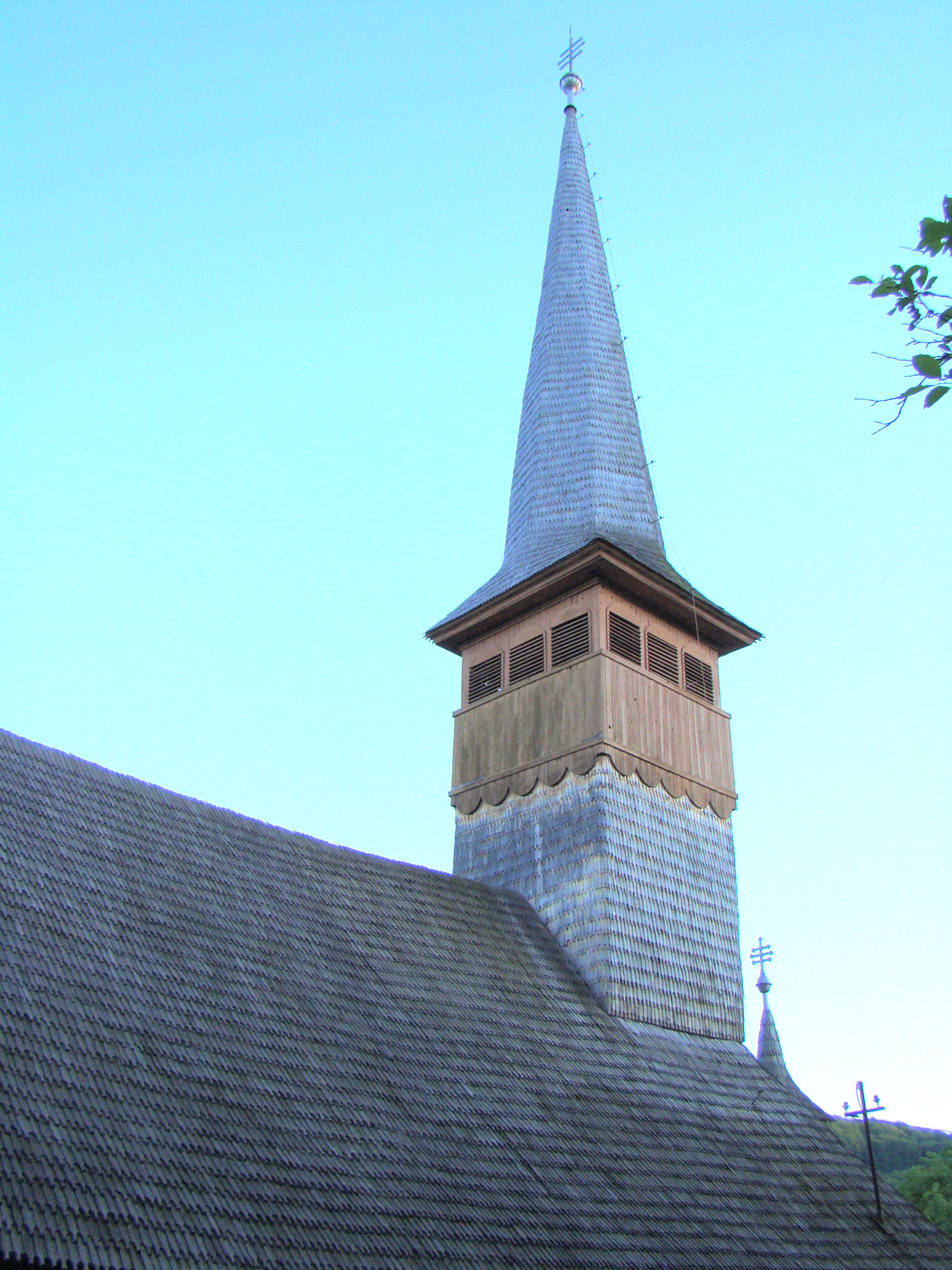
Turnul bisericii văzut din nord-est
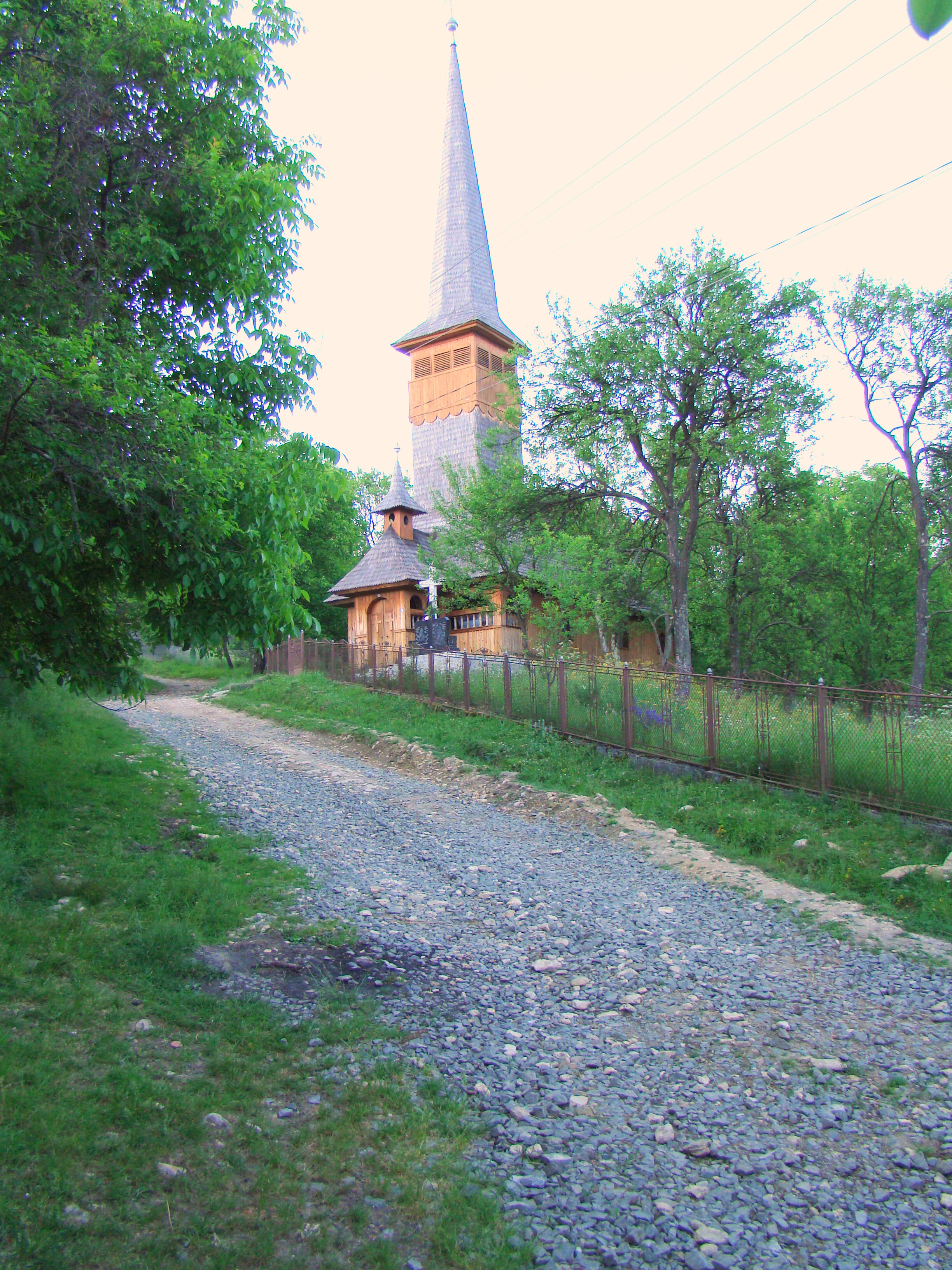
Drumul spre biserică
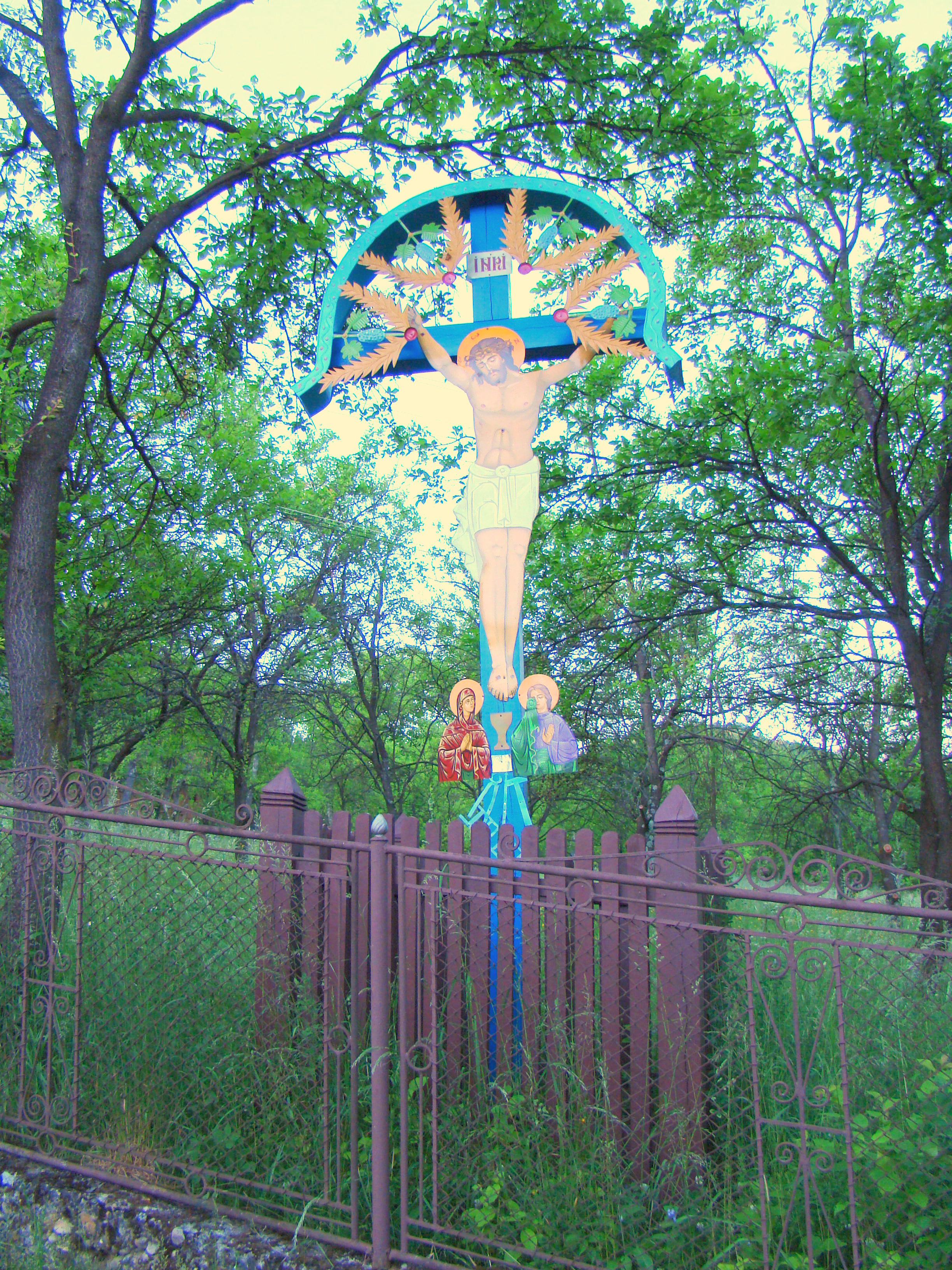
Troiță
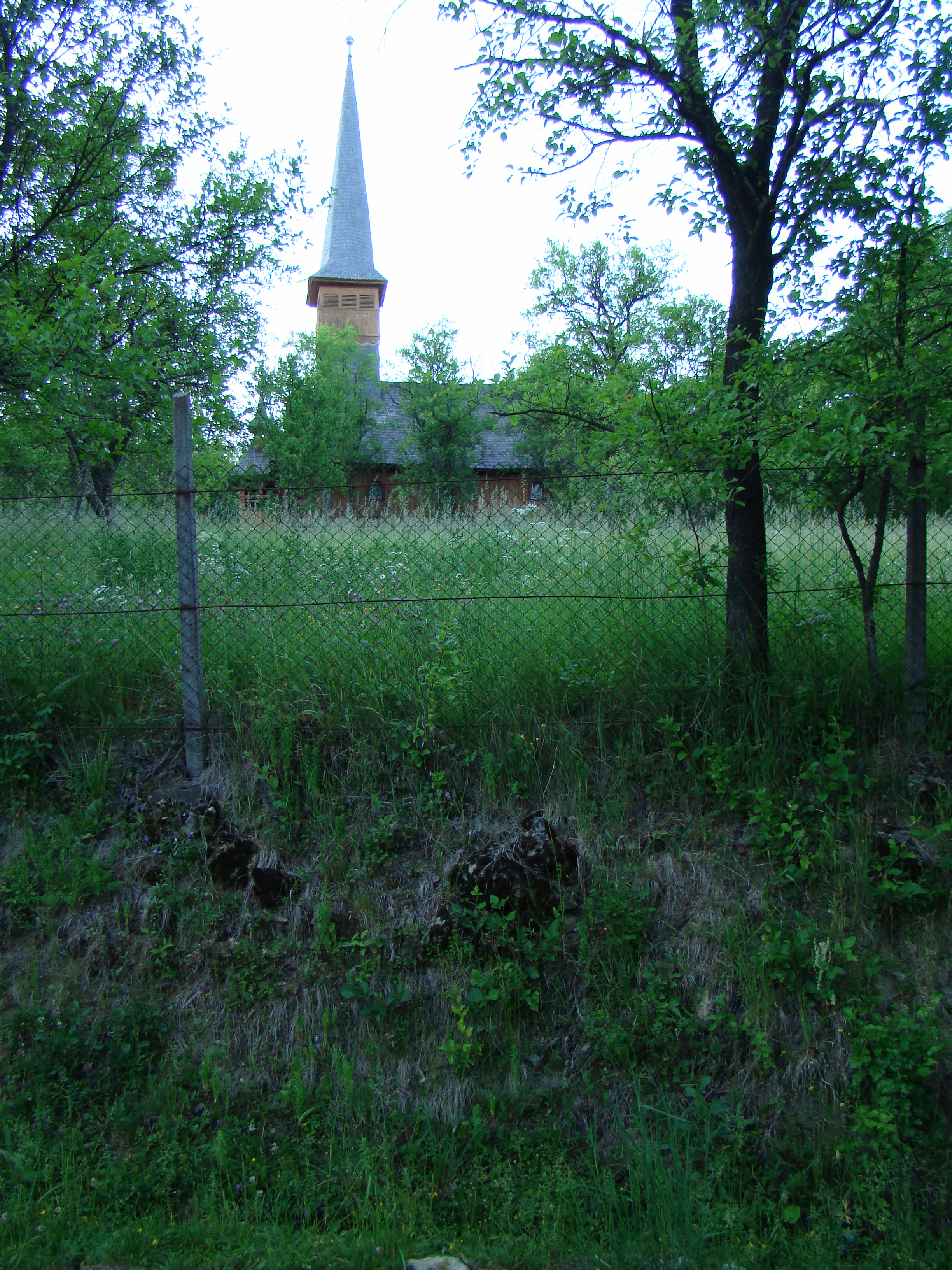
Biserica printre copaci
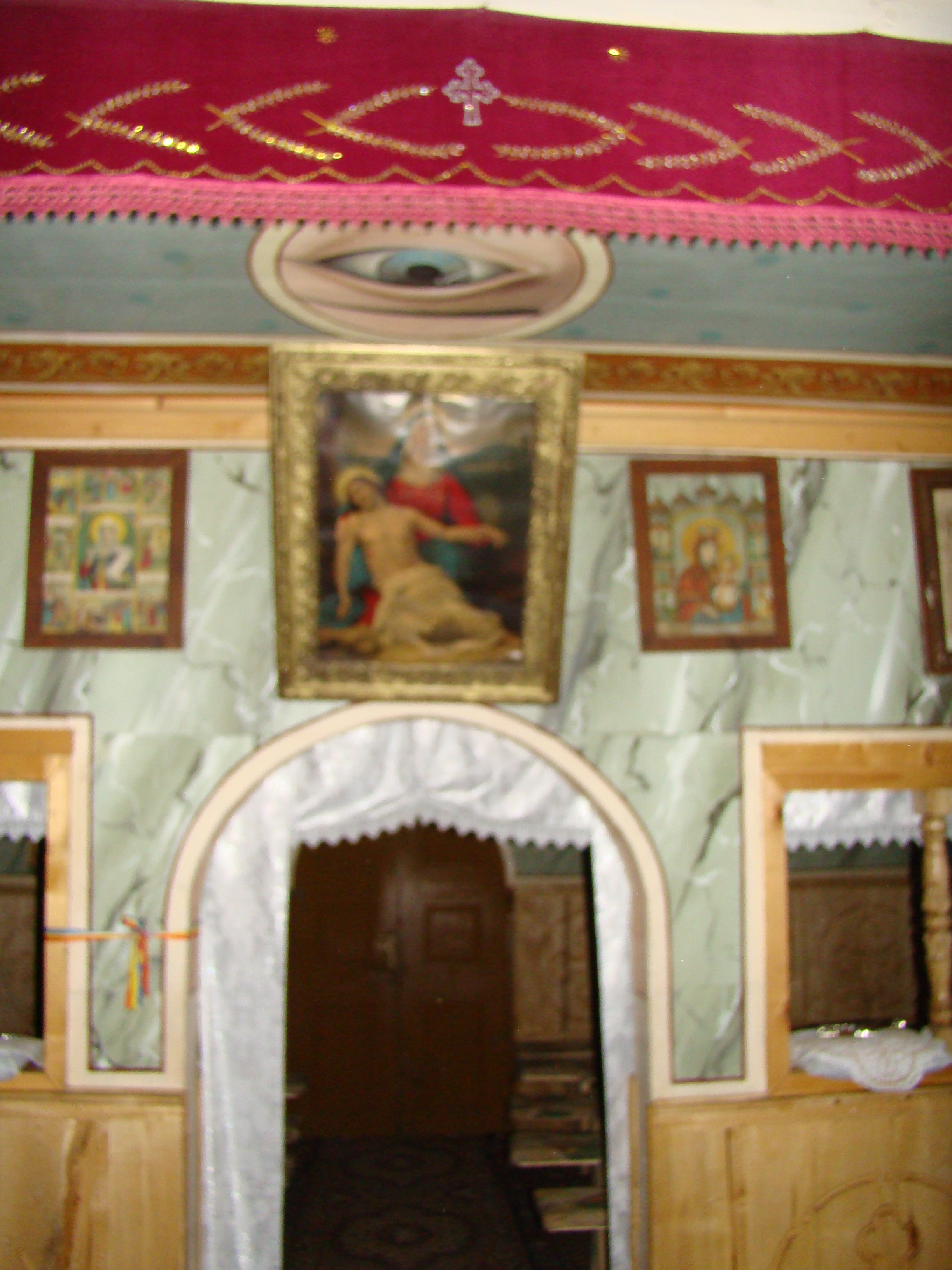
Trecerea din naos spre pronaos
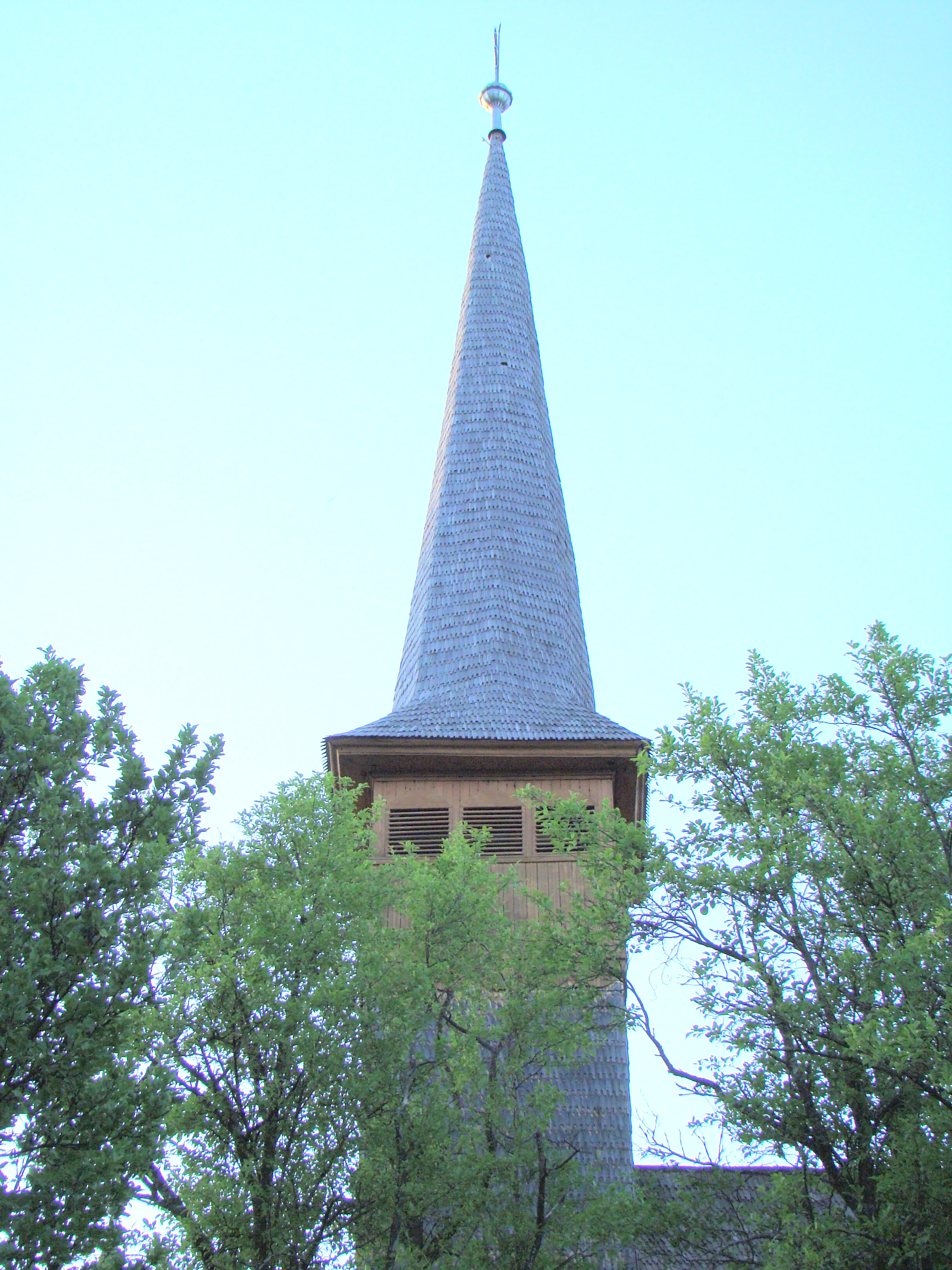
galeria și fleșa turnului
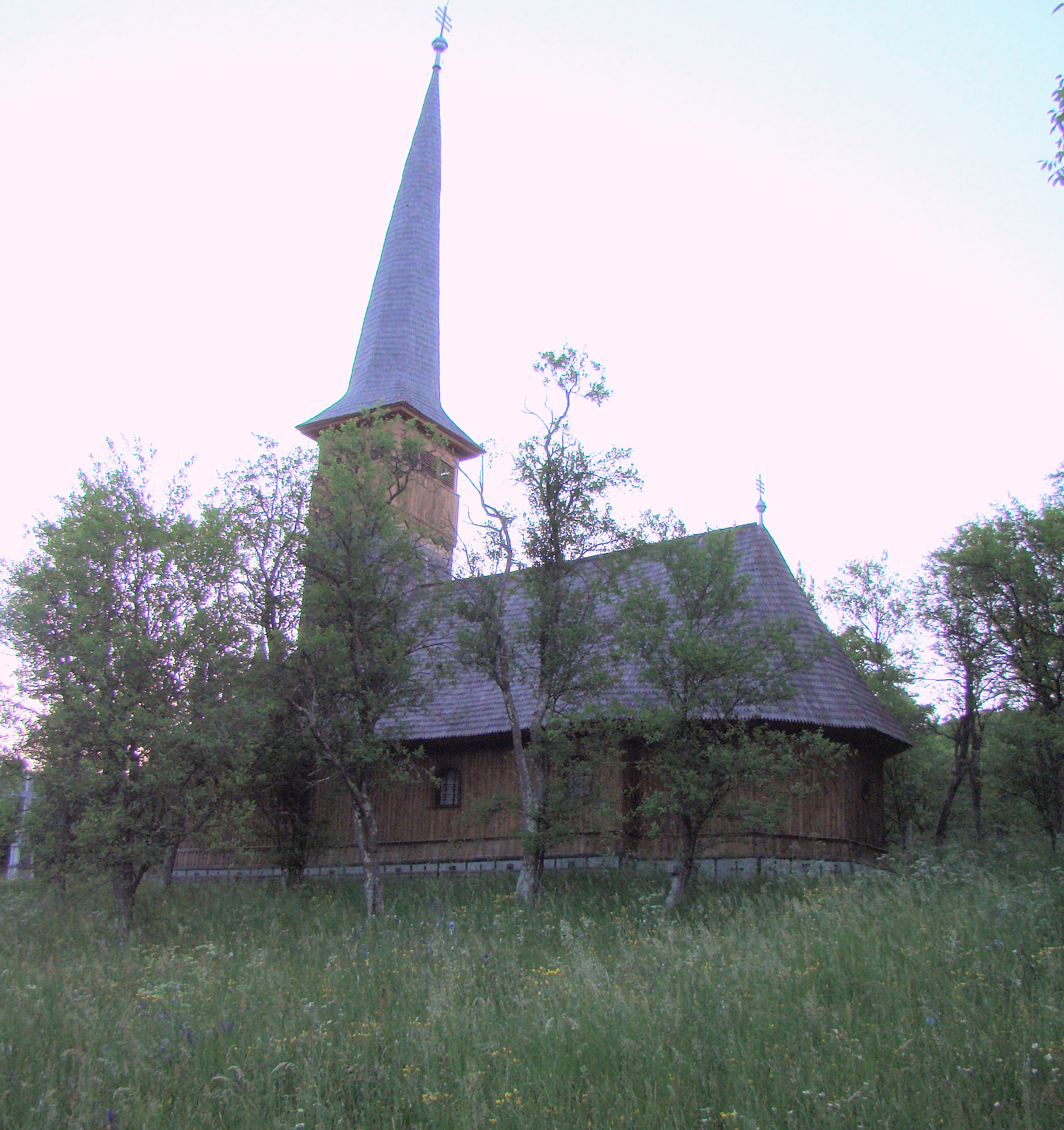
Vedere de ansamblu
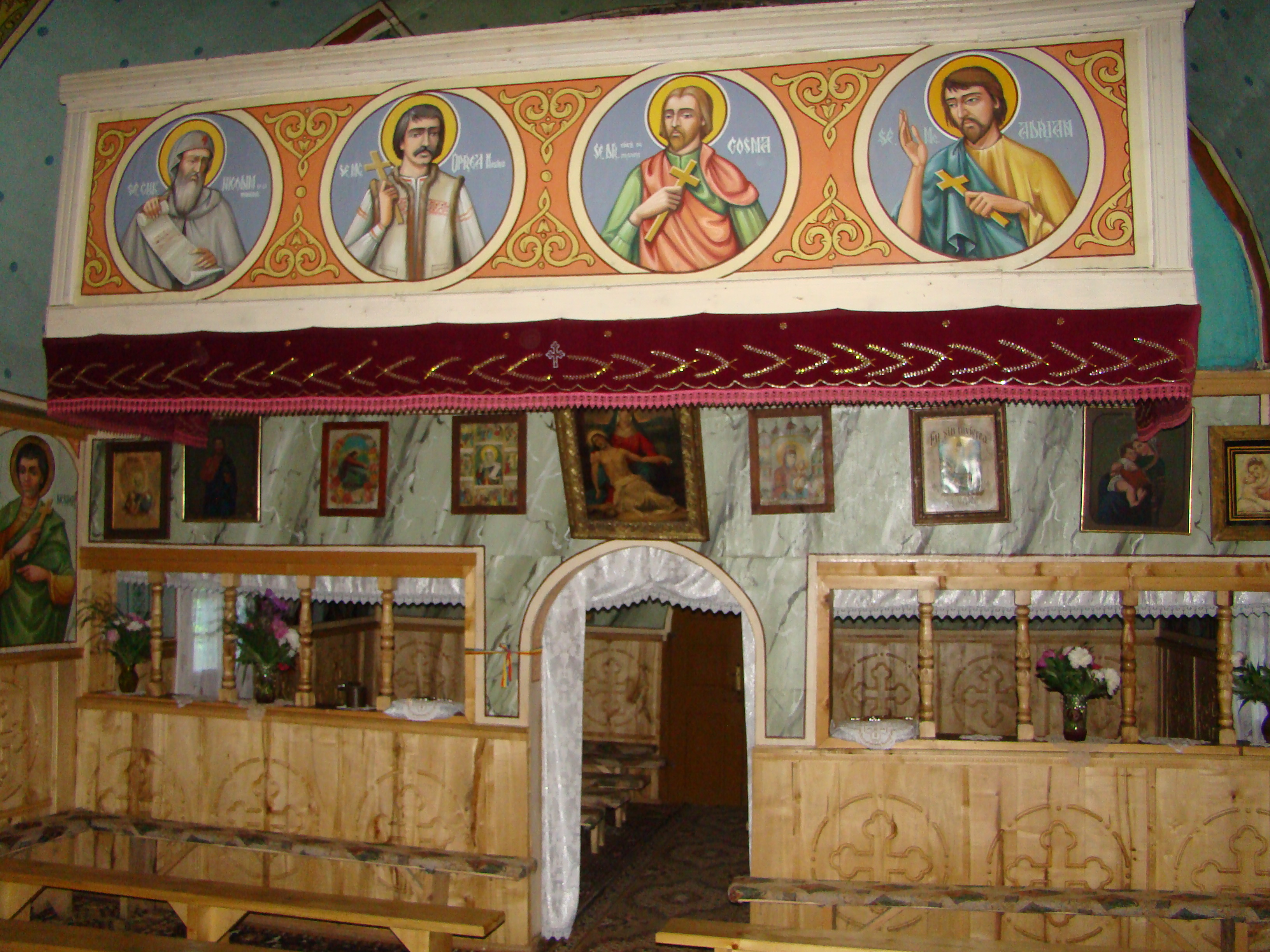
Corul
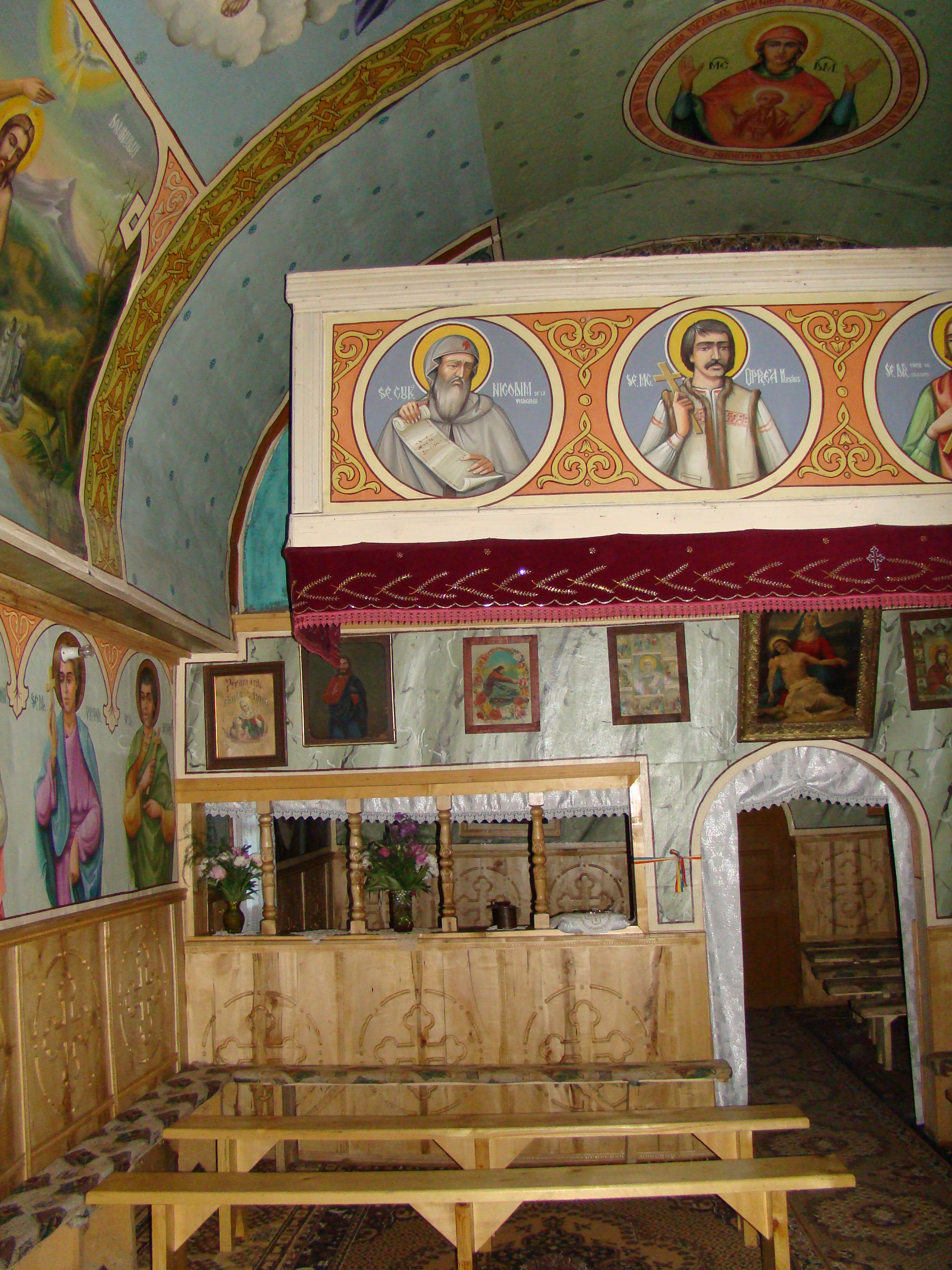
Partea dreaptă a naosului
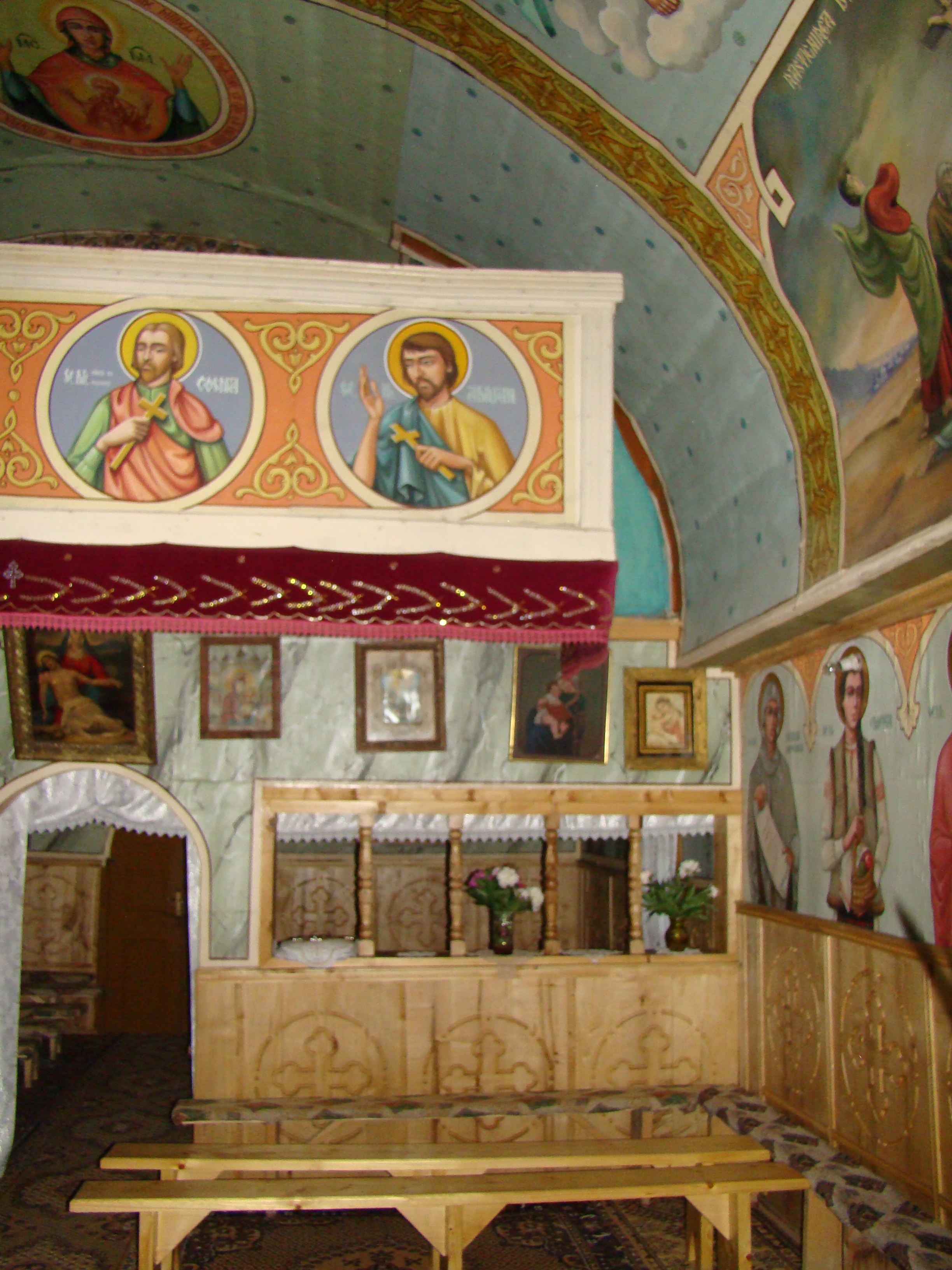
Partea stângă a naosului
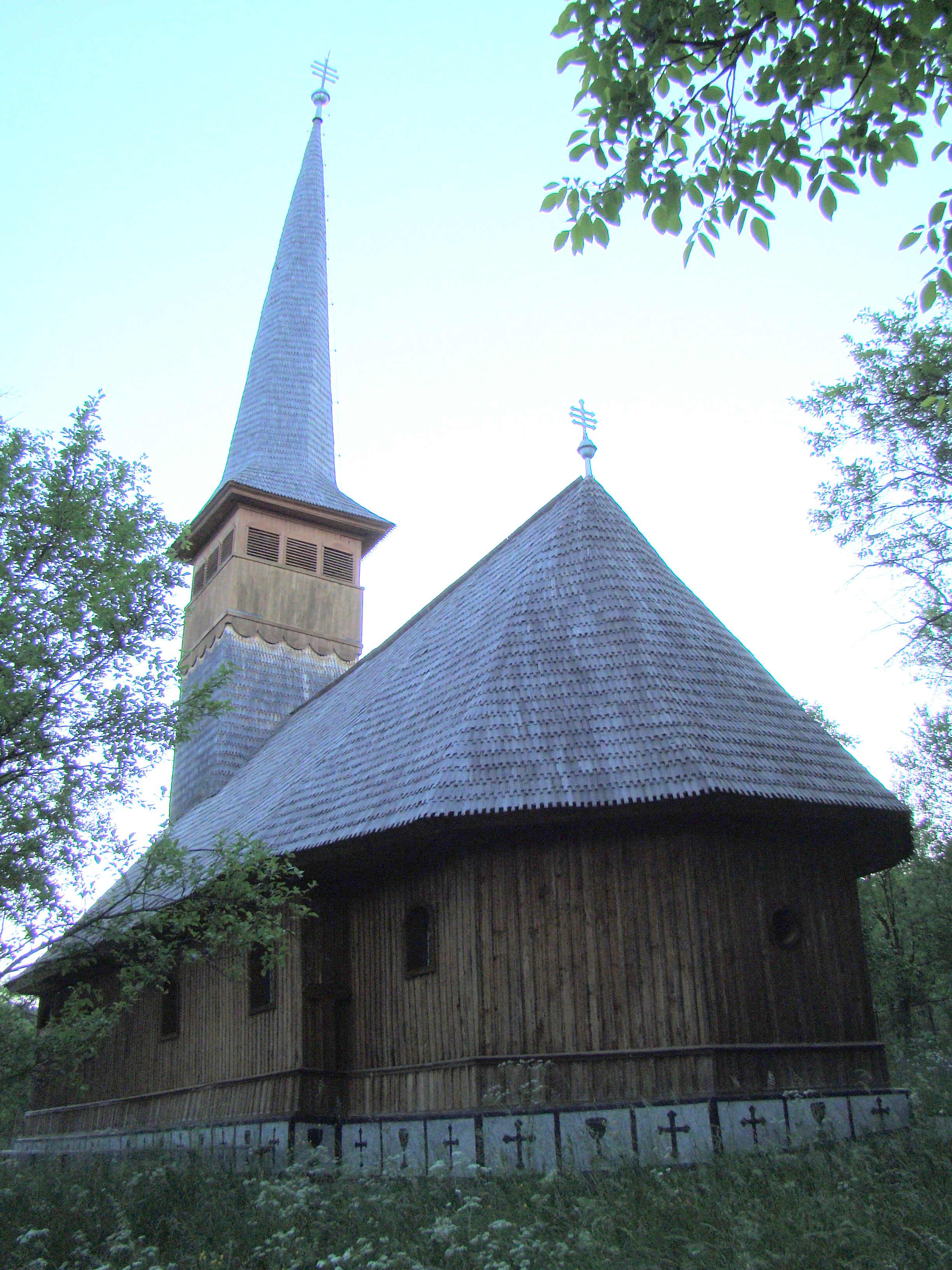
Vedere din sud-est
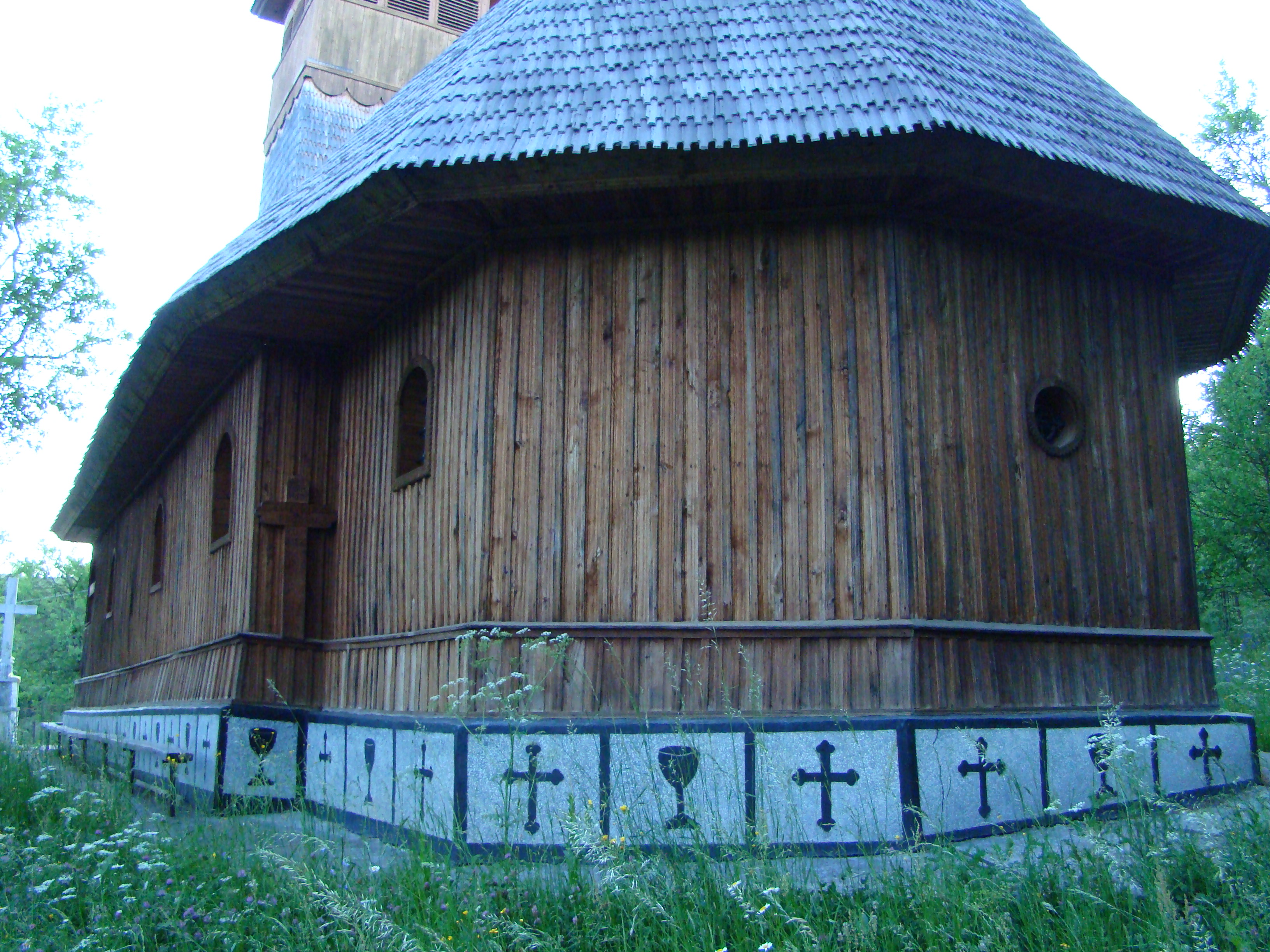
Decroșul absidei altarului
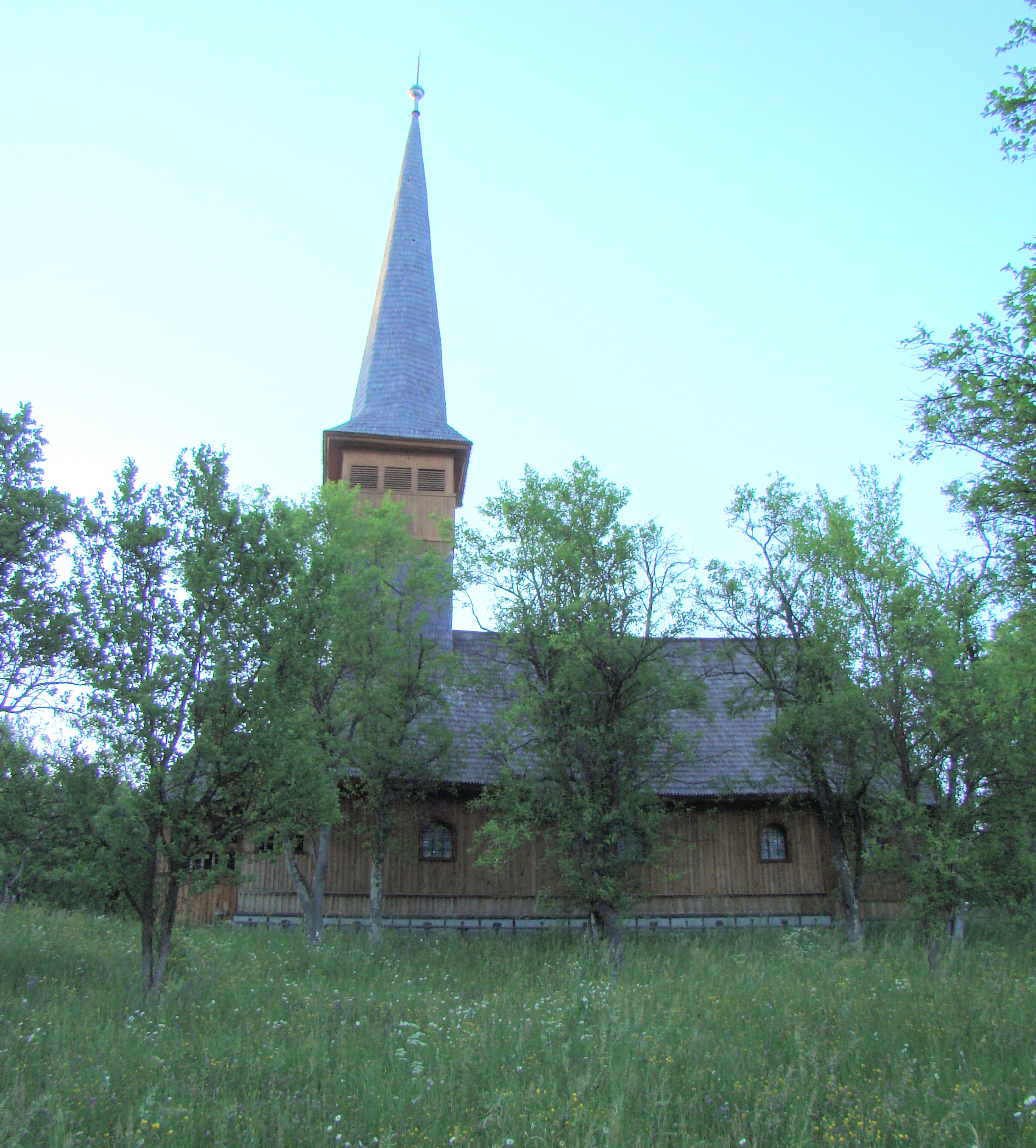
Vedere din sud
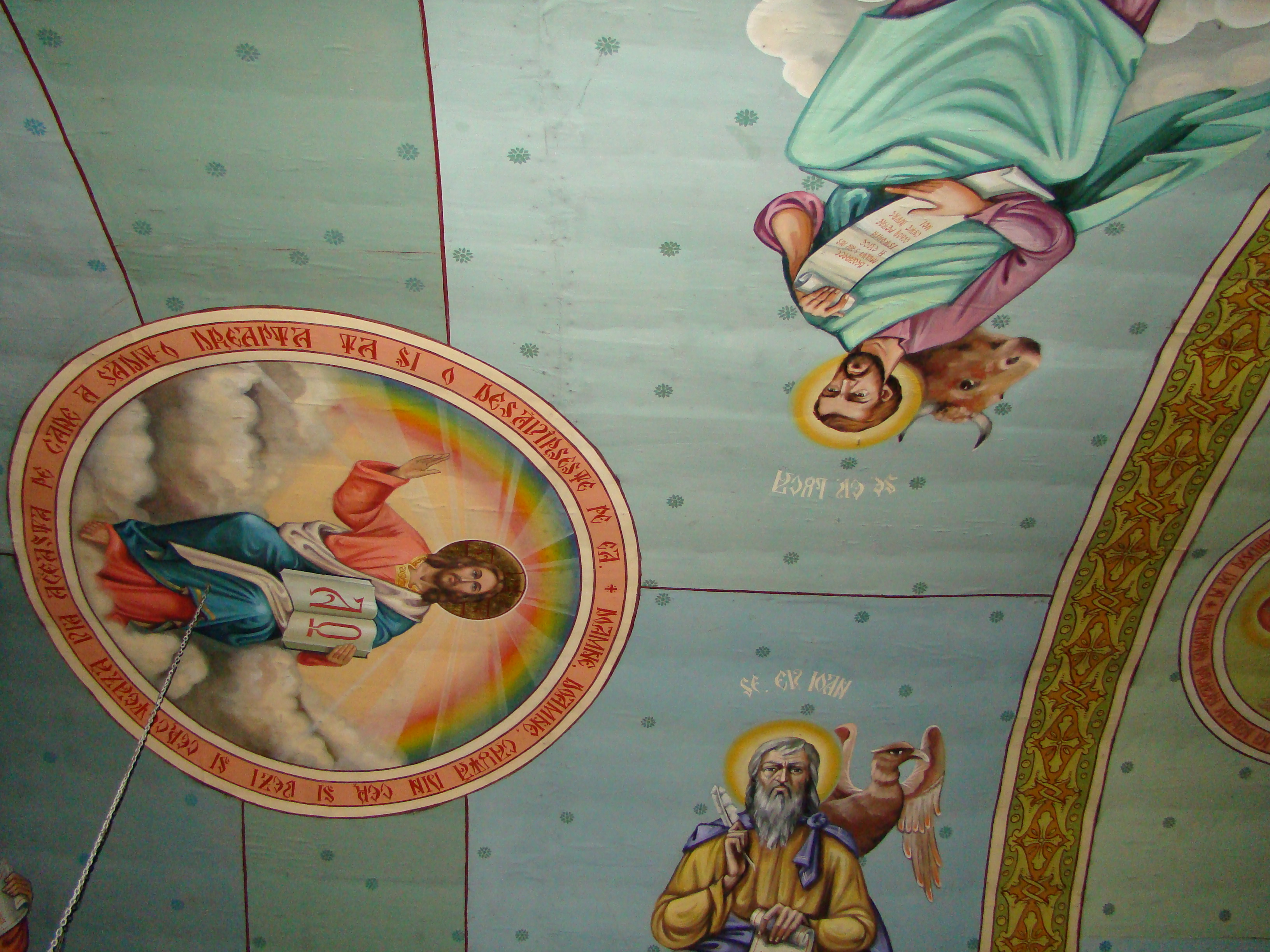
Pictura bolții
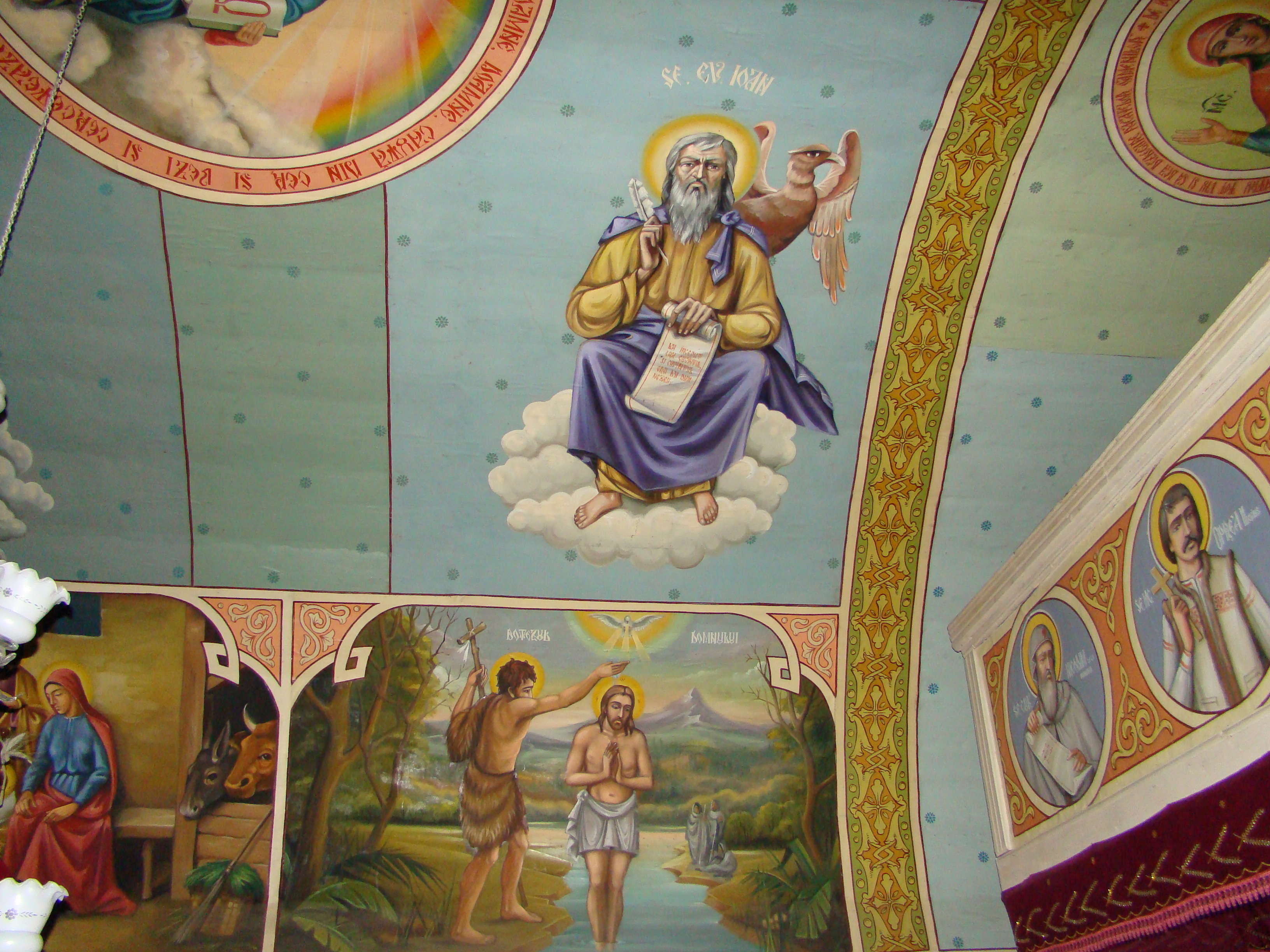
Pictura bolții:Sfântul Ev. Ioan